# Saint-Herbot
Pour les articles homonymes, voir Herbot.
Saint-Herbot [sɛ̃tɛʁbↄt], en breton Sant-Herbot (prononcé [sɑ̃ꞌtèʁbↄt] voire parfois [zɑ̃ꞌtèʁb]), qui doit son nom à saint Herbot, est une ancienne paroisse de l'évêché de Cornouaille. C'est désormais un village partagé entre les communes de Plonévez-du-Faou (principalement) et Loqueffret en Bretagne (France). Le hameau possède une chapelle, ancienne église paroissiale, célèbre par son enclos paroissial et lieu d'un pardon traditionnel.

## Géographie et écologie

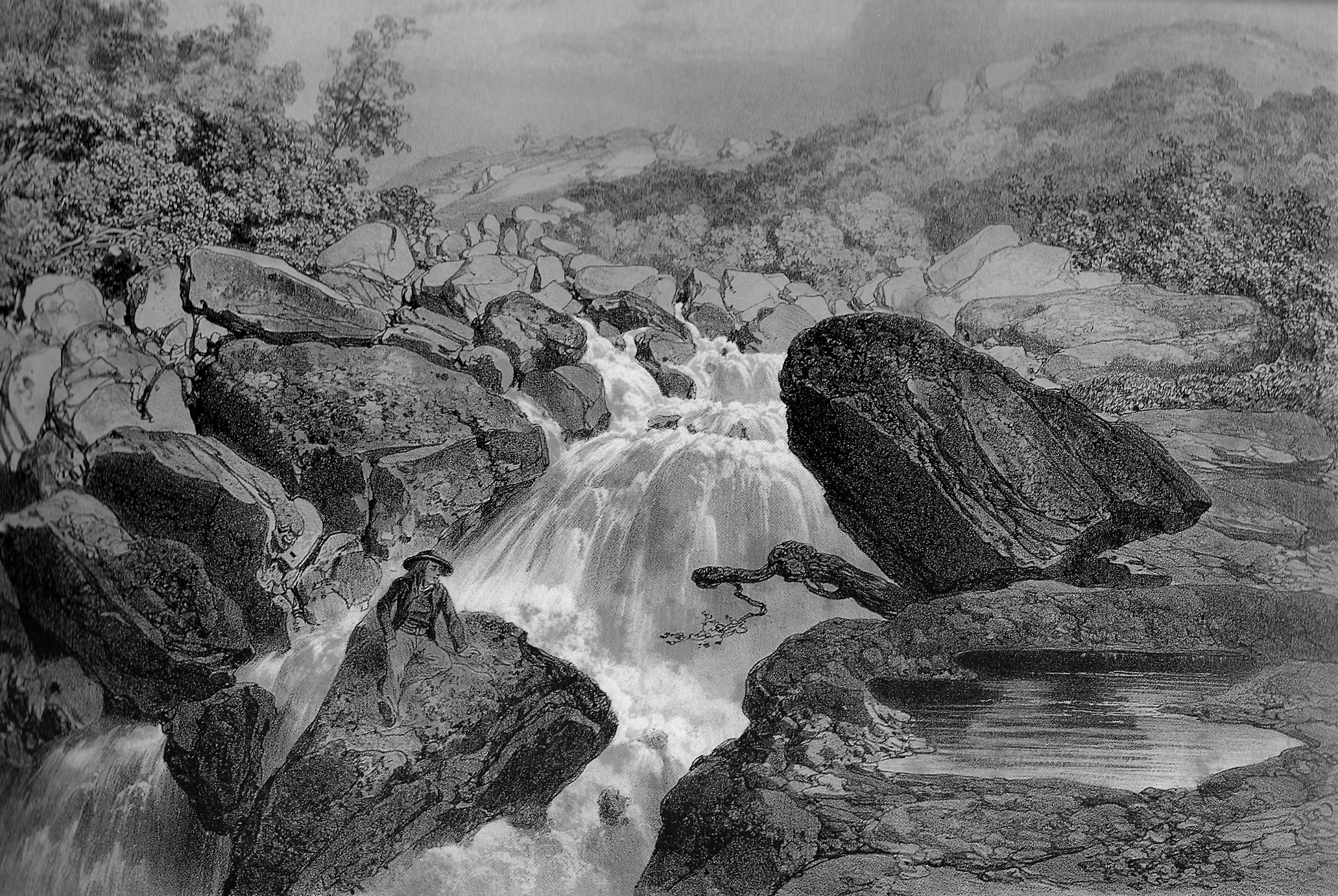
Cascade près de Saint-Herbot (dessin publié dans Félix Benoist, "La Bretagne contemporaine", tome "Finistère", 1867).

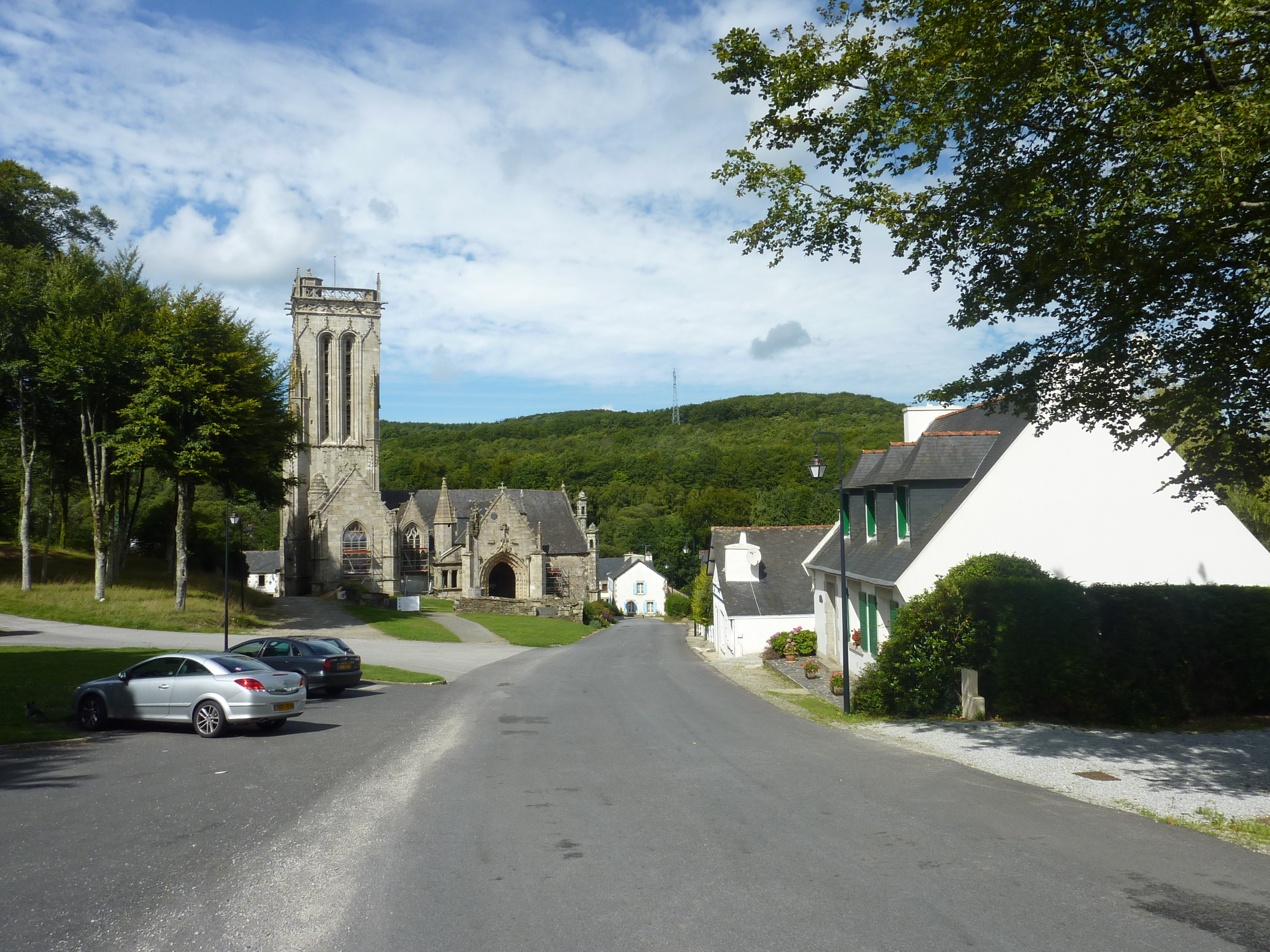
Le village et l'église vus du sud depuis la route venant de Plonévez-du-Faou

Le hameau de Saint-Herbot est implanté dans un site encaissé, un vallon assez étroit aux versants pentus, cela frappait déjà les observateurs les siècles passés. Ainsi l'abbé Seznec écrit en 1857 : « Le vallon est à l'est au nord abrité des vents par une longue chaîne de montagne et égayé par la verdure de ses prairies qui contraste avec l'aridité des cimes. (…) Le voyageur aperçoit à sa droite le ruisseau torrentiel qui alimente la cascade de Saint-Herbot s'échapper des rochers en flots d'écume pou arroser ensuite doucement la vallée ».
Le Chevalier de Fréminville est quelque peu déçu lorsqu'il visite la cascade de Saint-Herbot : « On vante beaucoup aux étrangers, comme une curiosité du pays, la cascade de Saint-Herbot, qui se précipité sur un lit de rochers, dans une vallée sauvage et boisée, à une lieue du Huelgoat. Malheureusement, le temps où elle produit son effet vraiment remarquable n'est pas celui que les curieux choisissent pour voyager ; c'est l'hiver, alors elle est vraiment un beau torrent ; mais pendant l'été, ce torrent est presque tari et son lit ne présente aux regards que des blpcs énormes de granit entassés les uns sur les autres ». 
« La plus remarquable des cascades est celle de Saint-Herbot qui, sur une longueur de quelques centaines de  mètres, descend de 200 à 110 mètres d'altitude, au milieu d'un amoncellement de blocs granitiques de toutes grosseurs et de toutes formes que creusent, entaillent ou même séparent entièrement de nombreuses marmites ».
La cascade a disparu et l'Éllez a été domestiquée, mais le reste de la description est toujours valable de nos jours.
Les "Combles de la chapelle de Saint-Herbot" font l'objet d'un Arrêté préfectoral de protection de biotope en date du 14 janvier 2001, « considérant que la chapelle de Saint-Herbot en Plonévez-du-Faou abrite une colonie de reproduction et d'hivernage de grands rhinolophes ainsi que la sérotine commune, le murin de Natterer, l'oreillard gris et la pipistrelle commune, espèces naturelles protégées. (...) L'accès des personnes est interdite dans la zone protégée ».

## Histoire

### Historique de la chapelle
Une première église fut détruite lors de la guerre de Succession de Bretagne (1341-1364): le pape Urbain VI accorde alors des indulgences pour la reconstruction de Sancta Erbaudi. Elle est remplacée fin XVe siècle ou plutôt début XVIe par l'église actuelle, construite grâce aux dons des pèlerins et de la famille ducale, et aux revenus provenant des traditionnelles foires annuelles. Le porche sud, construit par l'atelier ducal du Folgoët, et le clocher-porche sont dus au mécénat d'Anne de Bretagne. L'inventaire des titres de la chapelle mentionne des titres depuis 1505.

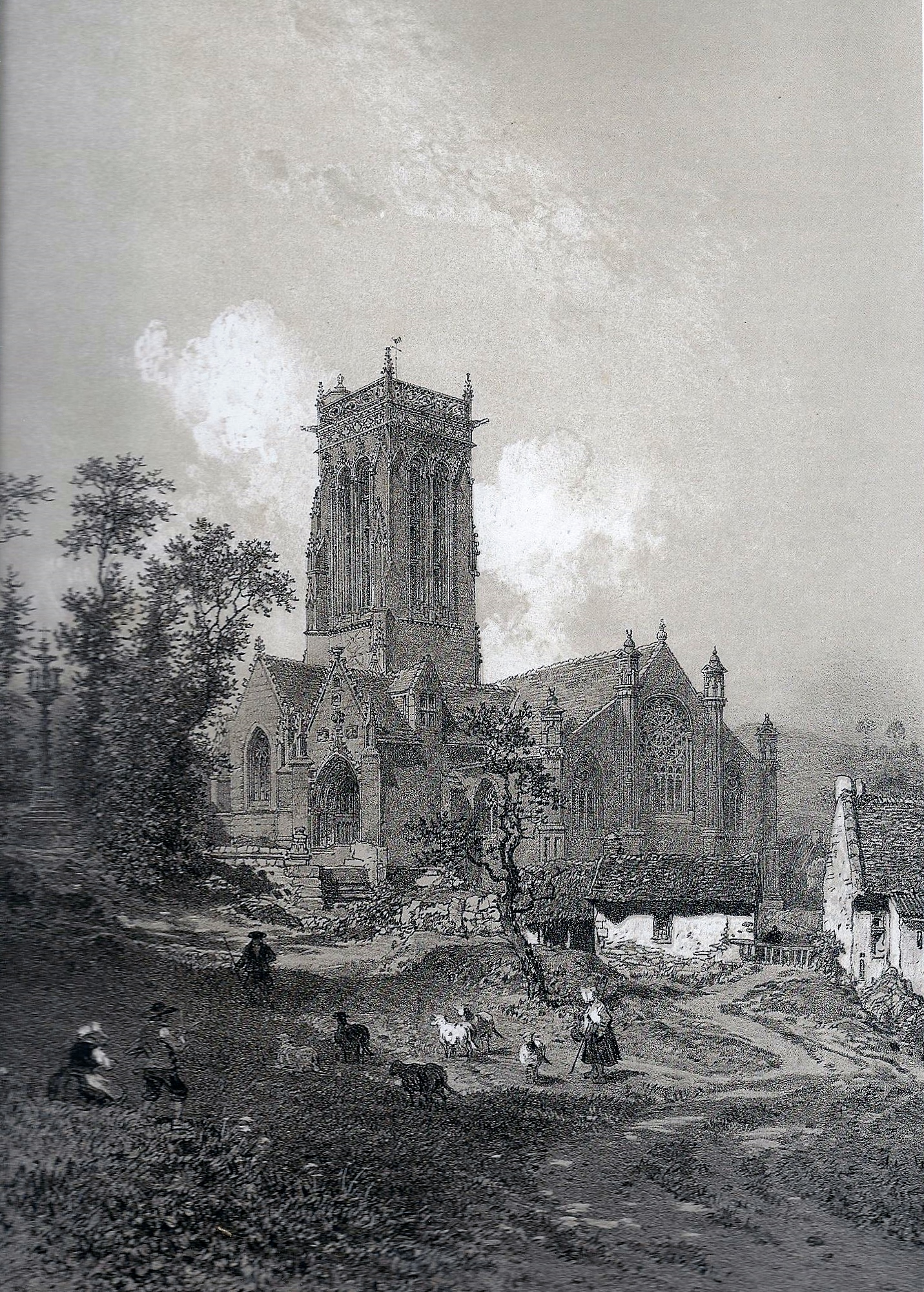
Eugène Cicéri : Église de Saint-Herbot près du Huelgoat (dessin, 1867).

Certains auteurs affirment que c'est un ancien prieuré dépendant de l'abbaye de Landévennec. C'est plus probablement un ancien prieuré ducal des Carmes de Rennes : la tradition veut que Jean II de Bretagne, Comte de Richemond  , seigneur du Huelgoat est à l'origine de l'Ordre Mendiant des Carmes en Bretagne, mais ils vinrent plus probablement à l'initiative des seigneurs du Rusquec, au temps où ceux-ci avaient une fonction officielle à la cour du duc de Bretagne. Les noms de certains "prêtres gouverneurs" responsables de cette communauté de Carmes sont connus, messires Jehan de Launay, Chorantin Kerdiffez, Chorantin Coz qui furent commanditaires de la construction de l'église. Ces carmes devaient aussi exercer une mission évangélisatrice au service des paroisses avoisinantes, ce qui expliquerait le thème quatre fois répété des apôtres.
D'importantes foires et un pardon célèbre s'y déroulent depuis au moins le début du XVIe siècle. Des plaids généraux de la sénéchaussée commune au Huelgoat, à Châteauneuf-du-Faou et à Landeleau s'y tenaient alors, soit dans l'enclos, soit dans la chapelle du prieuré, le jour de la foire chaque vendredi avant le dimanche de la Trinité au moins depuis 1643, mais probablement bien avant.
En 1793, un décret de la Convention impose que les cloches soient fondues pour être transformées à Brest en canons. La paroisse de Saint-Herbot n'ayant pas exécuté le dit décret, un commissaire fut nommé et envoyé sur place. Mais la cloche était si grosse, si lourde et si dangereuse à démonter qu'il fut impossible de le faire. L'histoire ne dit pas ce qu'il advint finalement car en 1887 elle fut remplacée par une nouvelle cloche nommée "Herbot".
En vendémiaire an XI (septembre ou octobre 1802), les habitants du village faisaient une pétition pour demander d'utiliser à leur profit la chapelle du Prieuré : « éloignés du chef-lieu de notre mairie d'environ deux lieues et demi, nous éprouvons des difficultés insurmontables dans la fréquentation du dit chef-lieu relativement aux différents exercices de notre religion, difficultés propres en quelques sorte à nous les faire abandonner. En effet les jours en hyver sont si courts et les chemins que nous avons à fréquenter (…) si impraticables que nous ne pourrions nous procurer dans plusieurs occasions le secours des ministres de la religion (…) ». Ils réclament le droit de continuer à enterrer leurs morts dans le cimetière du prieuré, de faire baptiser leurs enfants dans la chapelle « quoi que cette église soit en très mauvaise réparation et privée de tous les ornements », néanmoins « cette chapelle, une des plus belles du département, est en grande vénération à une infinité de personnes, le grand nombre de pèlerins qui y vient de pais même fort éloignés contribue à fortifier la foi et à réveiller l'attention de personnes qui se laissent aller quelquefois à des égarements ». Les vingt-et-un hommes qui ont signé font confiance à l'évêque pour seconder leur démarche dès lors que « il ne s'agit que de nous procurer les moyens de salut » et ils assurent le sous-préfet de Châteaulin « si vous daignez être favorable à nos désirs nous vous prions d'être persuadé que nous formerons des vœux au ciel pour votre conservation ».

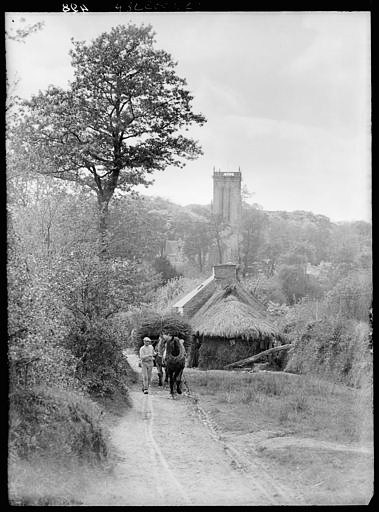
Paysan avec sa carriole devant le calvaire et l'église de Saint-Herbot au début du XX

### Le pardon des bovins

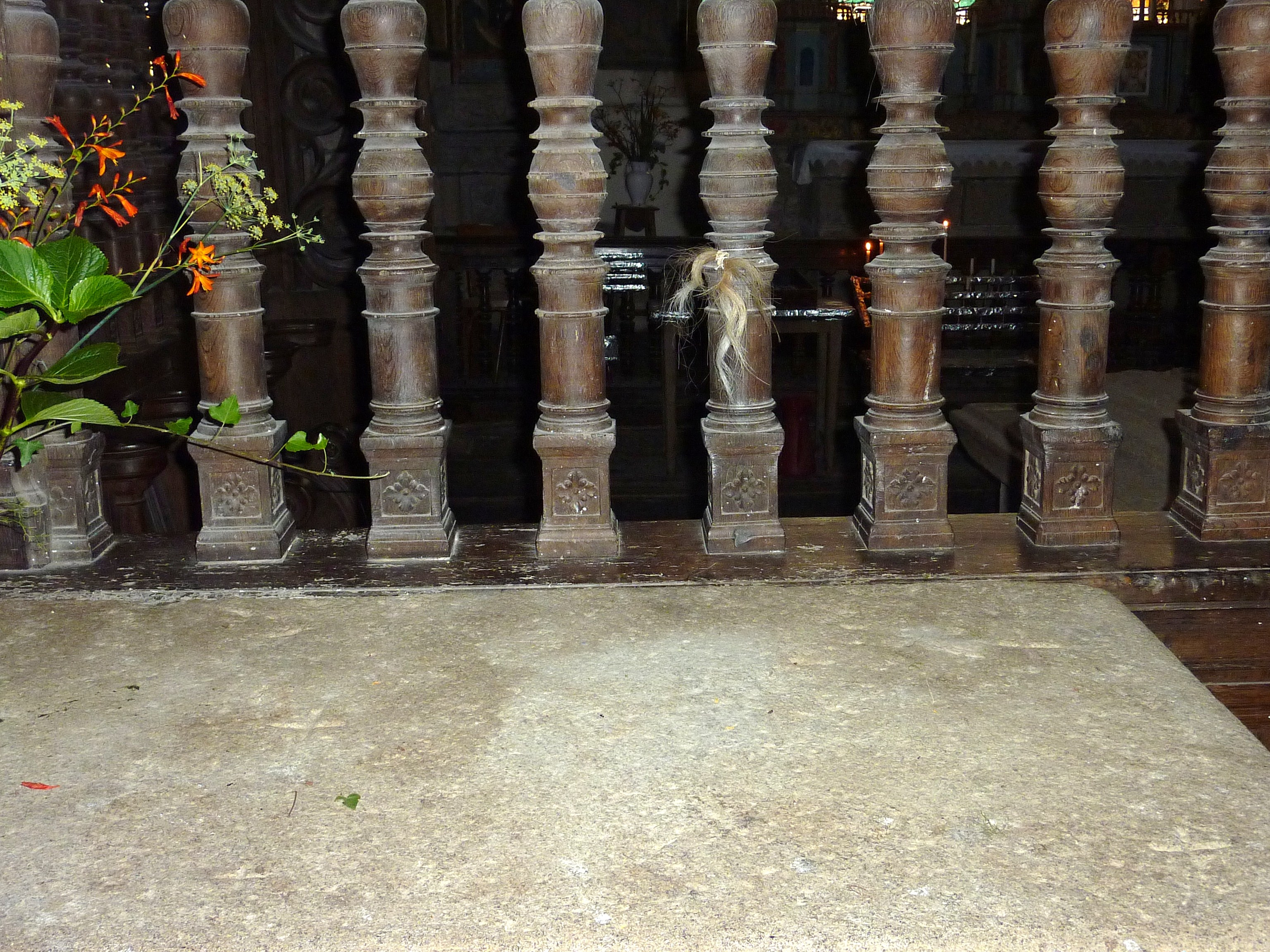
Église Saint-Herbot: crin attaché à la balustrade du chancel en 2010 (les rites perdurent).

Les croyances en l'efficacité de saint Herbot pour guérir le bétail entraînait des scènes pittoresques : Armand Dayot écrit en 1897 : « Le pouvoir de saint Herbot consiste à guérir les bêtes à cornes. En temps d'épizootie, son pouvoir est triomphant et c'est l'époque où sur son autel se dressent, saignantes et puantes, au milieu des essaims de mouches, des pyramides de queues de vaches. Car sous peine de voir mourir sa bête, le paysan qui l'a vouée à saint Herbot doit, aussitôt la guérison accomplie, trancher à l'animal délivré son appendice caudal et le déposer, avec une prière, aux pieds de la statue du saint ». On fait des offrandes en nature (porcelets de lait, mottes de beurre, etc.) : la « Fête du beurre » subsiste toujours à Saint-Herbot.
Paul Branda en 1887 parle de « Saint-Herbot, la chapelle des charbonniers perdue dans les bois ».
Léon de Vesly écrit en 1894 : « Les trois jours que durent la foire et le pardon, tous les bœufs de la Cornouaille se reposent et leurs propriétaires viennent déposer à l'entour du sarcophage de granit où gît le corps du saint, une poignée de crins coupée à la queue des animaux. Lors des épizooties, les offrandes redoublent et les animaux sont promenés autour de la chapelle ». En 1928 encore, le pardon durait trois jours : « la chapelle de Saint-Herbot où, chaque année, trois jours durant, tous les bestiaux de Cornouaille viennent pour le grand pardon. (…) Pendant ces solennités, le sol reste en friches (…) et les bêtes à cornes ont litière fraîche et double ration de luzerne. ».
D'autres pratiques curieuses semblent avoir existé : à la suite d'un procès en diffamation, une publication de 1899 raconte qu'à Saint-Herbot « des femmes, pour conjurer leur stérilité, venaient se frotter contre une pierre située à une certaine distance de la chapelle ».

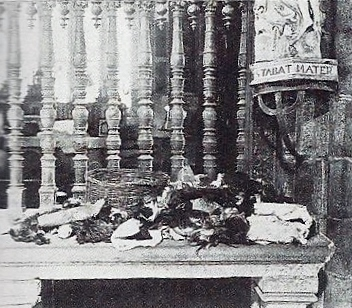
Queues de vache déposées en offrande sur l'autel de la chapelle (revue L'Illustration, 1907).

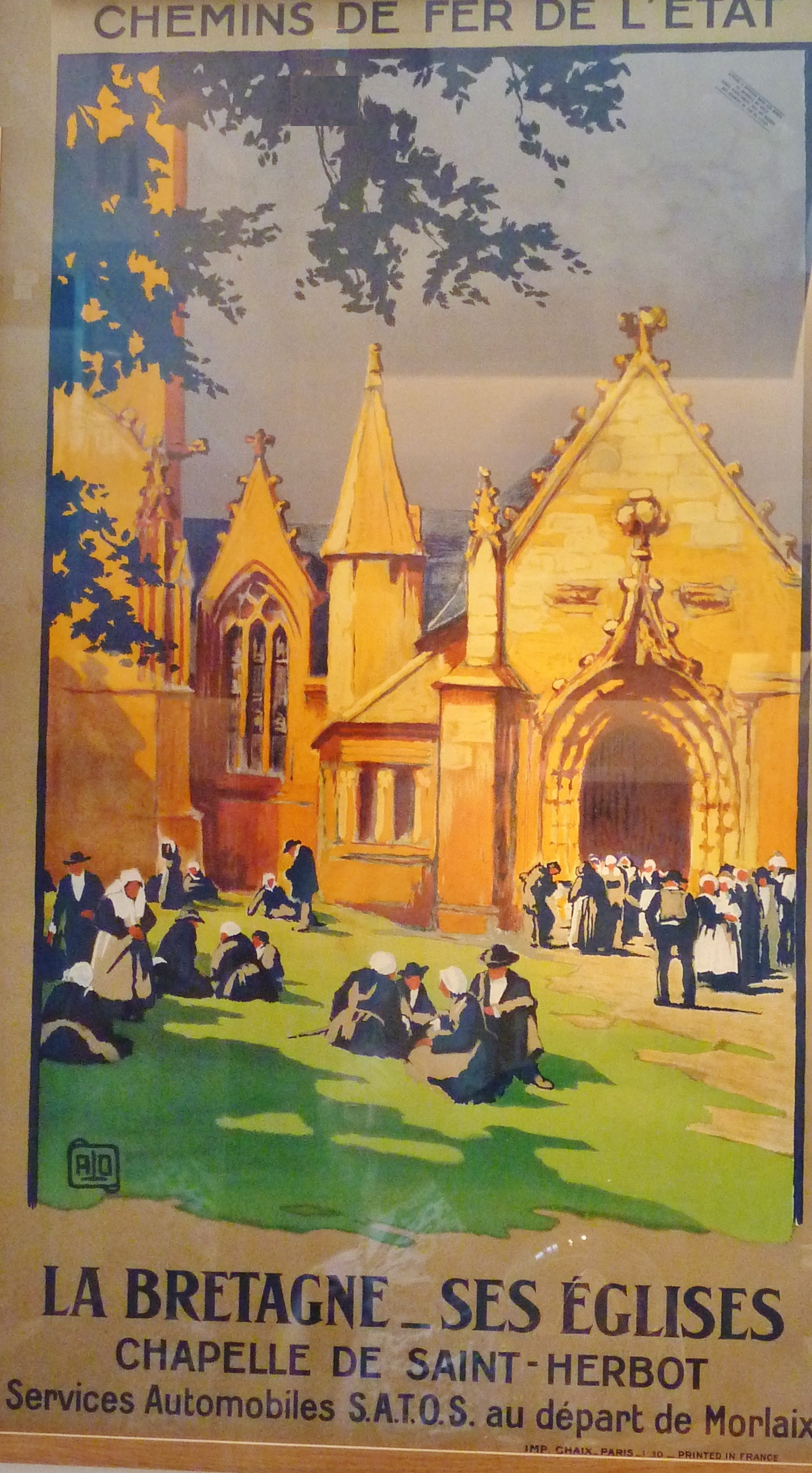
Affiche publicitaire montrant la chapelle de Saint-Herbot (Musée de Bretagne, vers 1930).

Le journal L'Ouest-Éclair écrit dans sa description du pardon de 1906 : « Les tourezien-bleo ou « tondeurs de cheveux » ont fait une bonne récolte au pardon de Saint-Herbot. Les jeunes filles de Plonévez, de Collorec et de Plouyé affluaient dans leurs boutiques pour y troquer le voile naturel de leur tête contre quelque mouchoir ou foulard de couleur voyante ou autre menu colifichet ».
Le journal La Croix fait en 1940 cette description du « Pardon aux bovins » de Saint-Herbot :

« Saint Herbot, patron du lieu, ne se doit pas seulement de protéger les bovins, pour la prospérité desquels, au jour du Pardon, sont déposées en offrande les queues de ses clients sur une table de pierre placée, à cet effet, à gauche de l'autel. Ces queues, de même que les bêtes offertes au saint, en tout ou partie, sont vendues aux enchères au profit de la chapelle. Le bon saint, couché dans sa robe monacale, sur son tombeau de granit, les pieds s'appuyant à un lion de pierre, doit encore veiller au produit des laitières et leur procurer du beurre, en qualité et quantité. Voici la traduction littérale d'une formule dont nous ne garantissons pas l'orthodoxie, mais réputée propre à obtenir beaucoup de crème, moyennant que sa récitation se fasse en même temps que la traite. »

 Seigneur saint Herbot béni

 Du fond du cœur je vous prie

 De répandre votre bénédiction sur le lait que je traie

 Pour que s'élève beaucoup de crème

 À contenter mes bourgeois

 Et à la fin de l'année

 Je vous promet un veau…

## L'enclos paroissial
Il est dédié à saint Herbot.

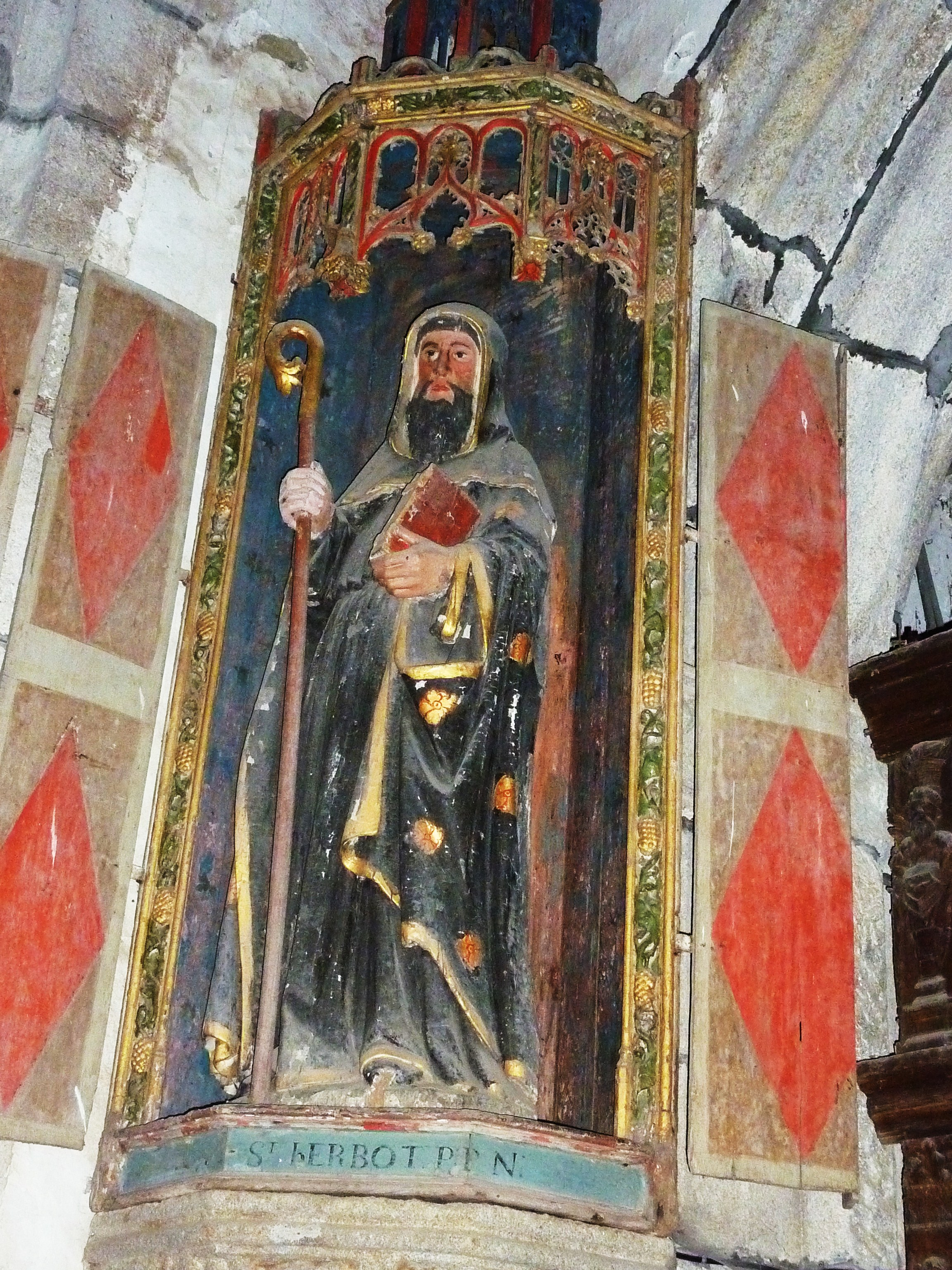
Statue de saint Herbot dans l'église Saint-Herbot

La chapelle de Saint-Herbot fait partie de la première liste de monuments français classés dès 1840 par Prosper Mérimée. La chapelle a été officiellement classée monument historique par arrêté du 29 janvier 1902 et le calvaire par arrêté du 2 février 1918. Elle a été restaurée par l'architecte Chaussepied, de Quimper, juste avant la première  guerre mondiale ".

### Leplacîtreet son calvaire

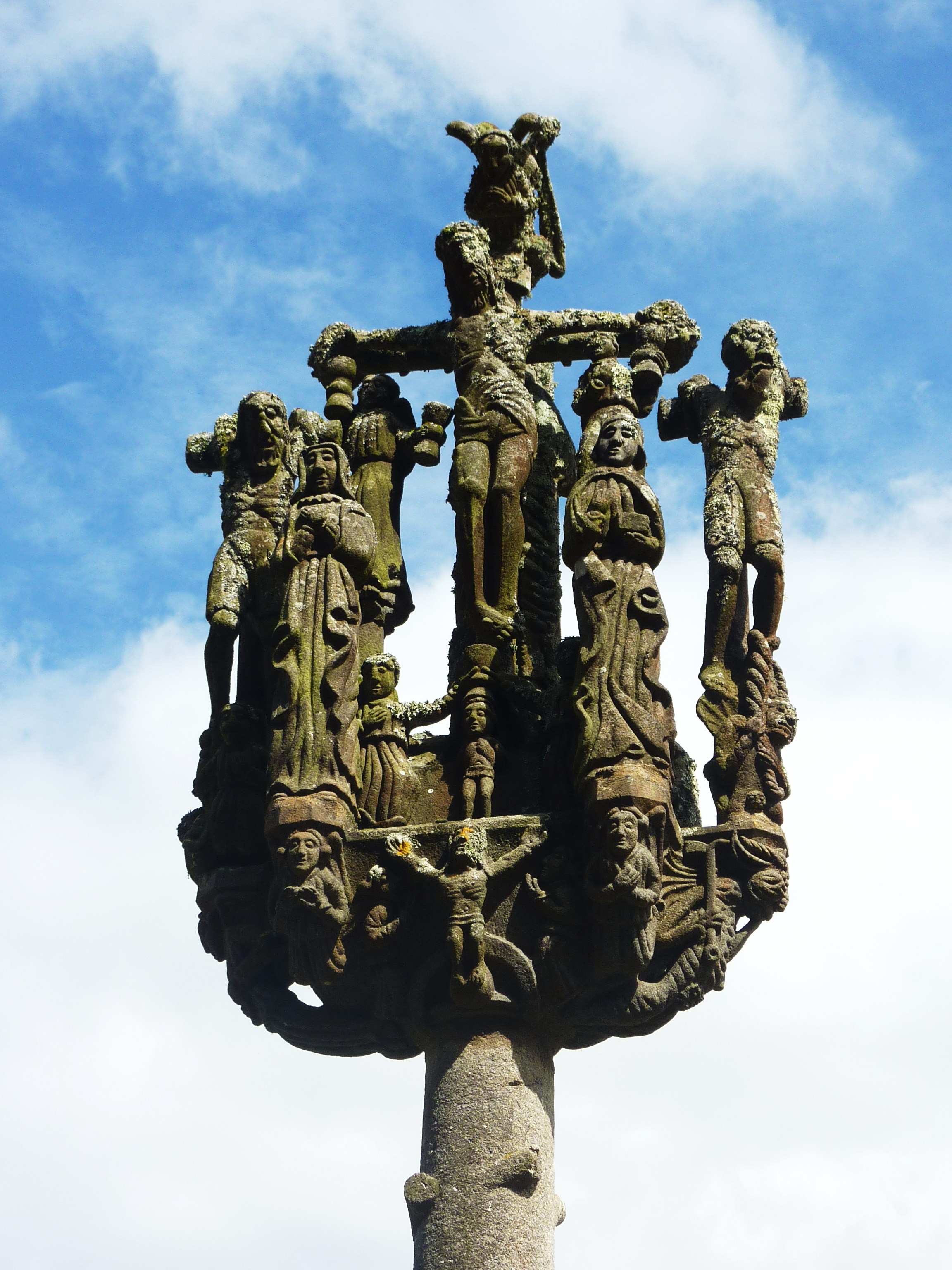
Détail du calvaire en kersanton

Côté sud, on arrive à l'enclos par une esplanade bordée de hêtres. À l'intérieur du placître, l'ossuaire, accolé au porche sud, a été rajouté en 1558 et le calvaire en kersanton date de 1571. Il présente à son pied trois marches et possède une vingtaine de sculptures représentant, côté ouest, le Christ supplicié, escorté de la Vierge Marie et de Saint-Jean. Deux anges recueillent le sang du Christ dans des coupes. Les deux larrons sur des croix sont visibles aux deux extrémités. Côté est, Saint Herbot tient un livre ouvert. À ses pieds se trouve une Piéta. La console sur laquelle se trouve le groupe est ornée en bas relief du voile de Véronique présenté par des anges, tandis que d'autres tiennent les instruments de la passion.

### L'église devenue chapelle

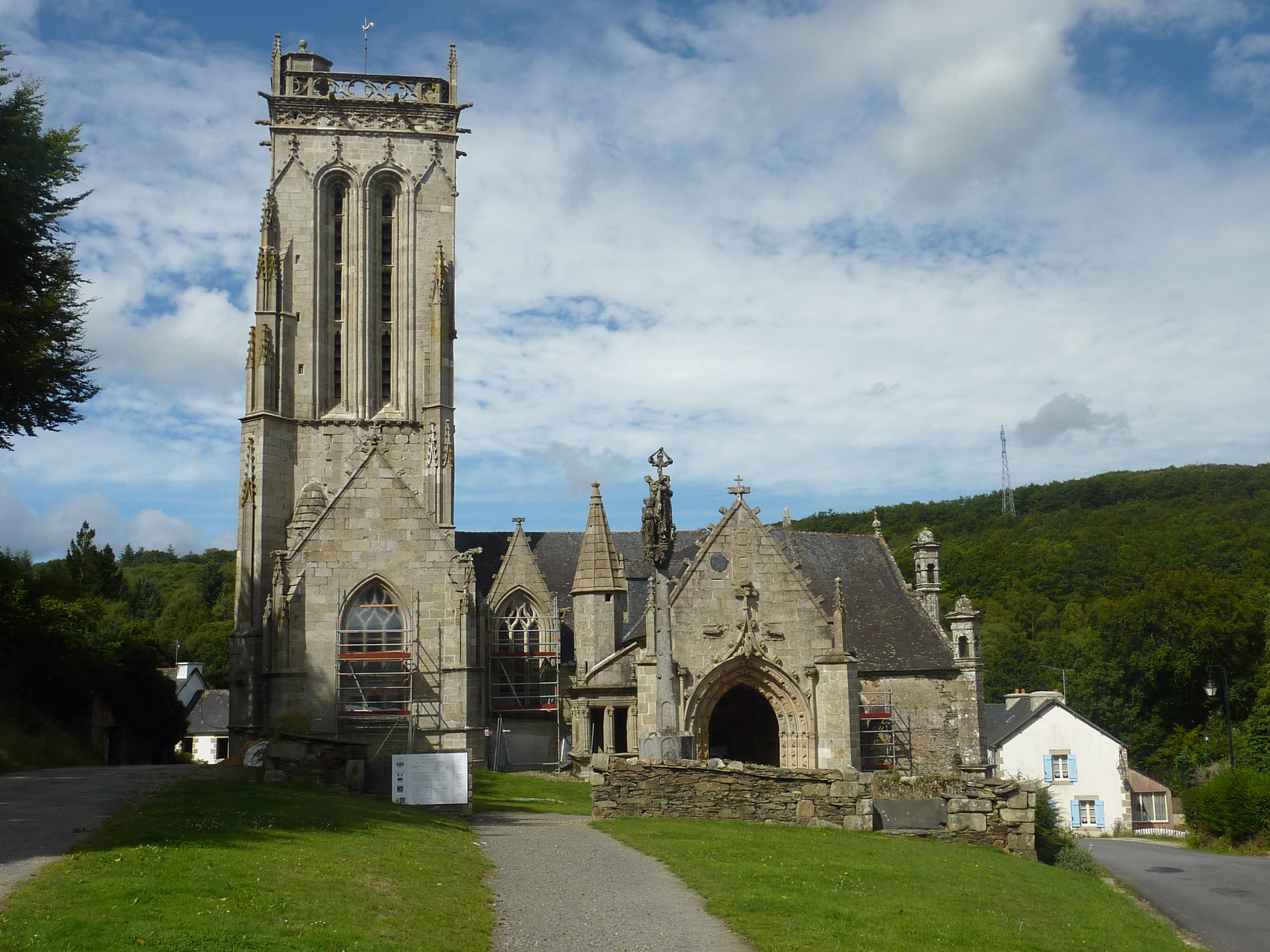
L'église Saint-Herbot

La chapelle de Saint-Herbot, ancienne église paroissiale, de plan rectangulaire à trois vaisseaux, date des XIVe et XVIe siècles et est de style gothique flamboyant. Son porche sud, de style italien (c'est une nouveauté à l'époque), contient des statues des Apôtres qui datent de 1498, alignées sur les deux côtés du porche sous leurs dais gothiques; saint Herbot est représenté, les pieds entourés de feuillages et tenant un livre à la main au-dessus des deux portes jumelées. Sur la façade du porche, un cadran solaire en schiste de 1587. Armes et hermines de Bretagne y sont aussi sculptées. Le portail principal, côté ouest, présente une double porte en anse de panier, qui date du XIVe siècle; le côté nord possède une autre porte à laquelle on accède par un escalier extérieur daté du XIXe siècle. Le chevet a été refait en 1615 et est percé de trois verrières de style gothique. La chapelle Sainte-Barbe est de 1545: elle est en saillie sur le côté sud de la tour du clocher. Une autre chapelle, côté sud-ouest, est dédiée à saint Yves. La tour, haute de 30 mètres, n'a jamais porté de flèche mais possède à son sommet une galerie flamboyante et, à chaque angle, des pinacles.

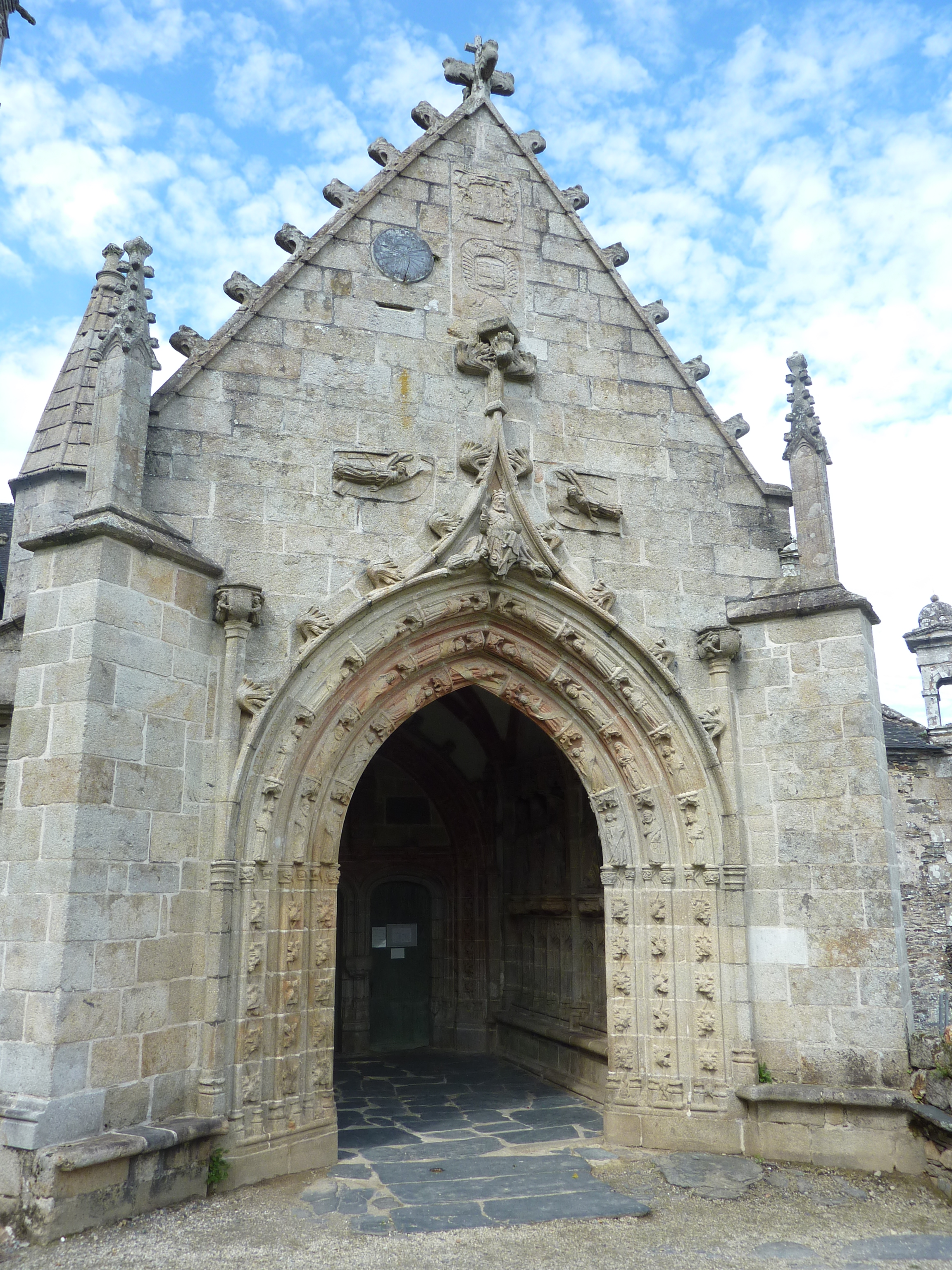
Le porche sud
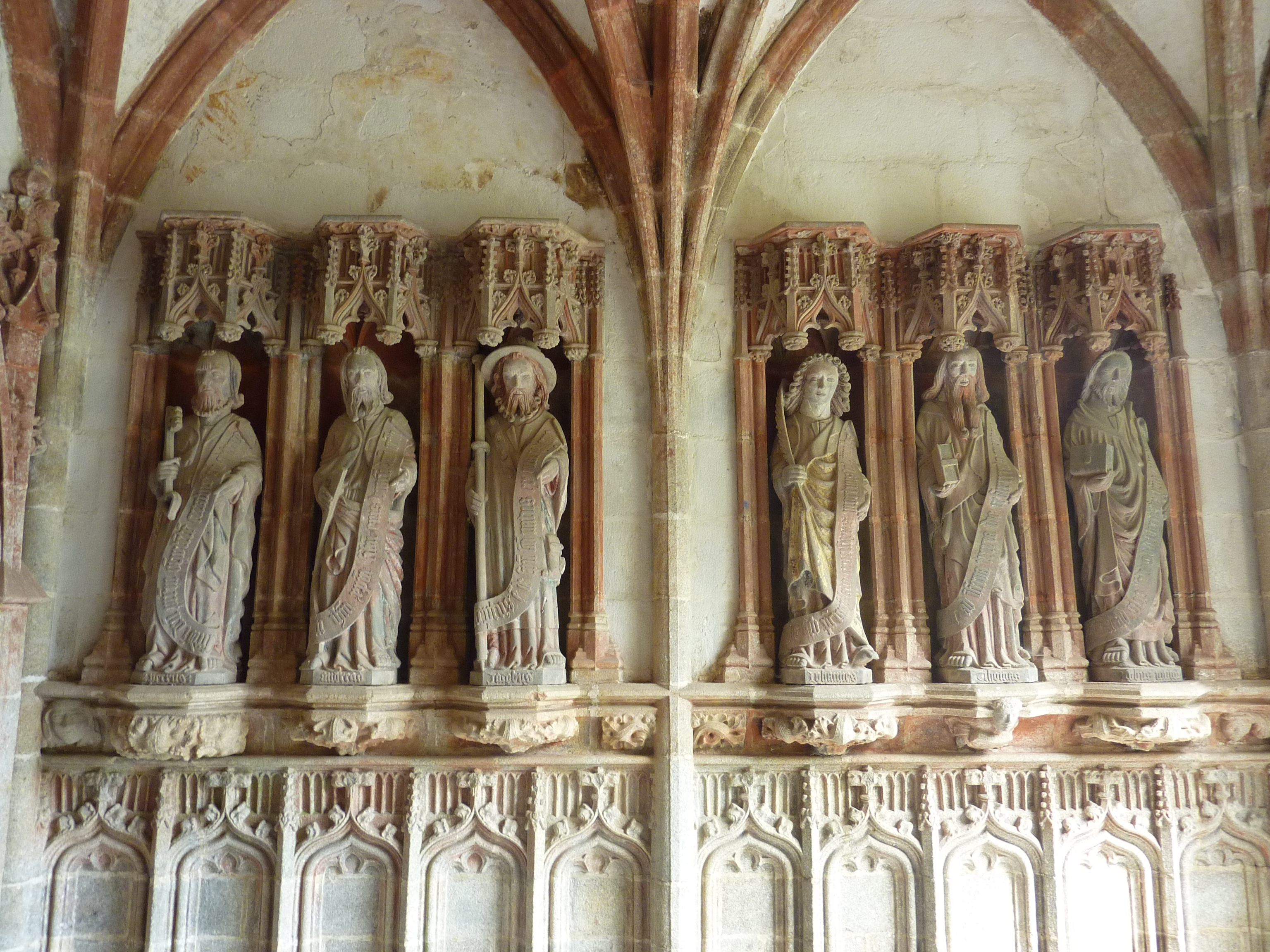
Porche sud: les six statues d'apôtres du côté est
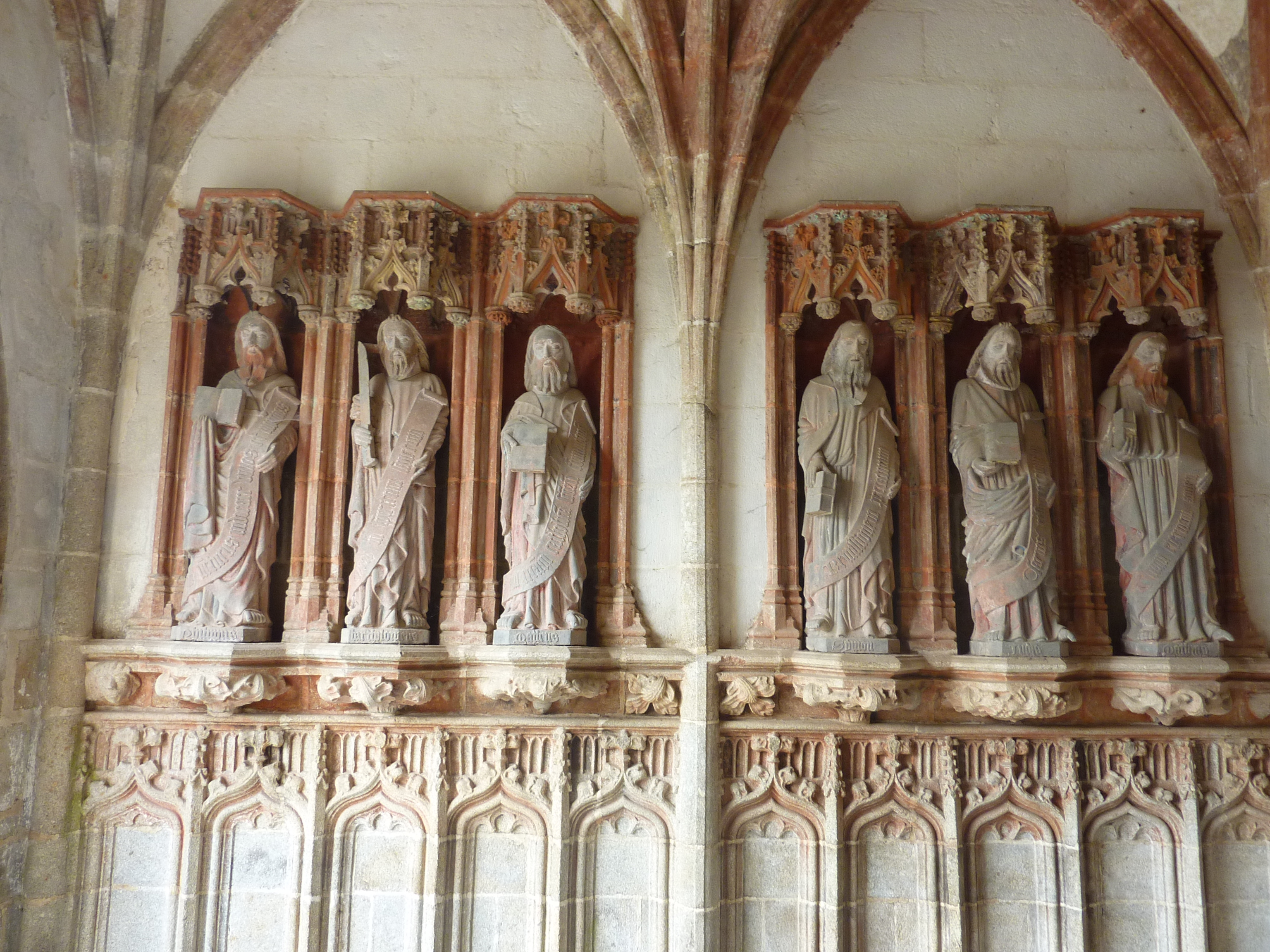
Porche sud: les six statues d'apôtres du côté ouest
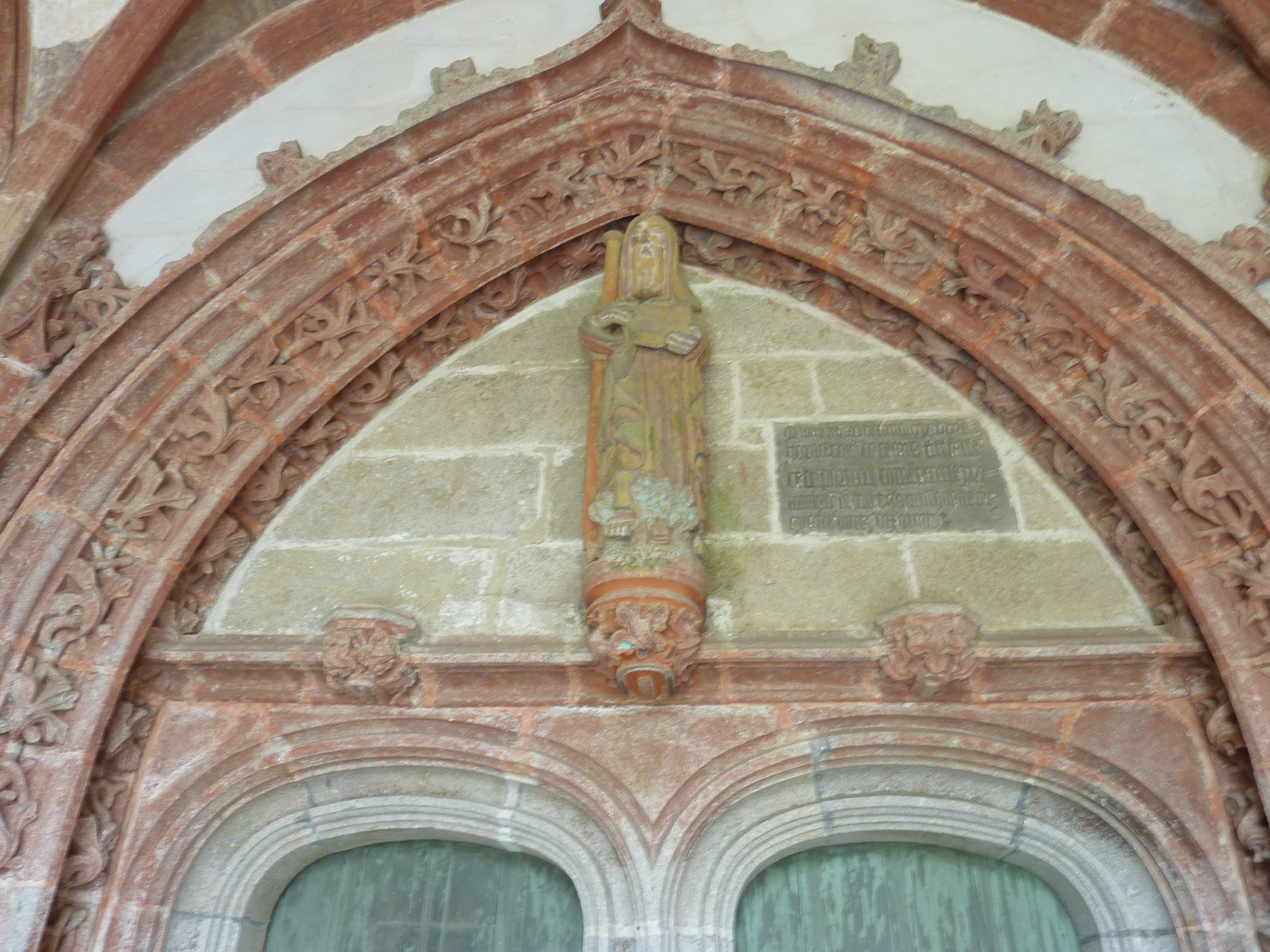
Décor de la porte d'entrée de l'église depuis le porche sud, saint Herbot

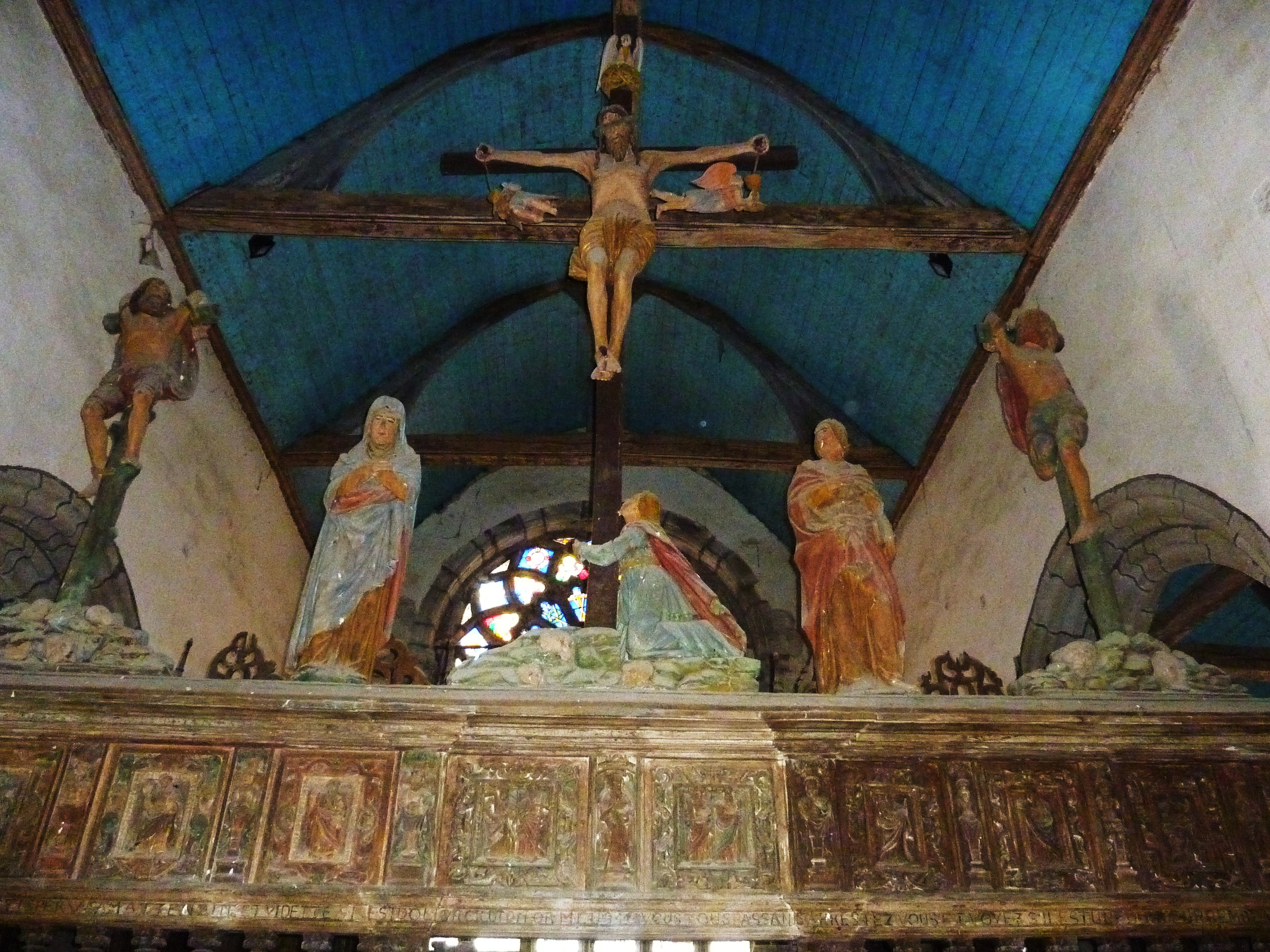
Église Saint-Herbot : la poutre de gloire au-dessus du chancel

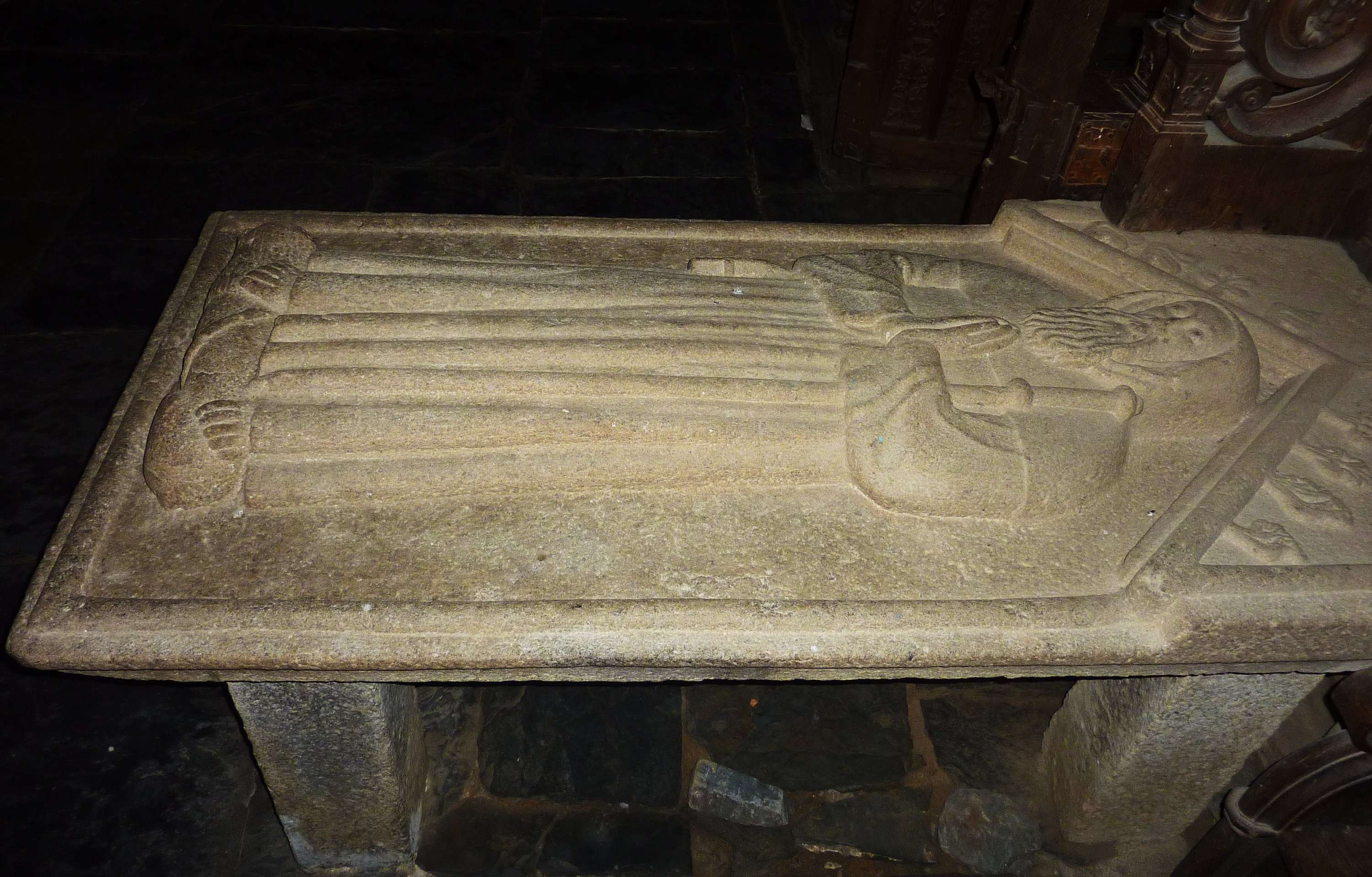
Église Saint-Herbot : le gisant de saint Herbot

L'intérieur est remarquable par son chancel de style Renaissance bretonne avec ses putti, ses grotesques, ses masques. Le chancel est surmonté d'une poutre de gloire et entouré d'une clôture en bois de chêne de style Renaissance, surmontée d'une Crucifixion et il possède une frise de panneaux sculptés du XVIe siècle séparés par des cariatides représentant les douze Sibylles et les douze Apôtres. Les personnages sont vêtus à la mode de la Renaissance. De part et d'autre de la porte d'entrée du chancel qui donne accès au chœur, on voit encore les deux tables de granite sur lesquelles les éleveurs venaient déposer leurs offrandes et déposer du crin. Le chœur est orné de 15 stalles datées d'entre 1550 et 1570 et leurs miséricordes présentent des sculptures différentes. La maîtresse-vitre est le vitrail de la Passion (il date de 1566 et est dû au maître verrier Thomas Quemeneur), d'autres saint Yves et saint Laurent. La sacristie est du XVIIIe siècle. Une pietà aux Anges polychrome en calcaire date du XVe siècle. Le gisant de saint Herbot, en granite et en ronde bosse, sur lequel le saint est représenté couché, les mains jointes, portant une longue barbe, un lion à ses pieds, et est flanqué de deux statues en bois polychrome de Notre-Dame de Bonne Nouvelle et saint Herbot représenté en abbé, avec une crosse dans la main droite et un livre dans la main gauche. Ce gisant garderait des ossements du saint, mais son chef, enchâssé dans un reliquaire en or, aurait été emporté par les Anglais lors de l'une de leurs incursions au XIIIe siècle ou au XIVe siècle. Toutefois, selon Prosper Mérimée, vers le milieu du XIXe siècle, les ossements des morts de la paroisse étaient recueillis au bout d'un certain nombre d'années et déposés dans le reliquaire, qui aurait donc servi d'ossuaire.

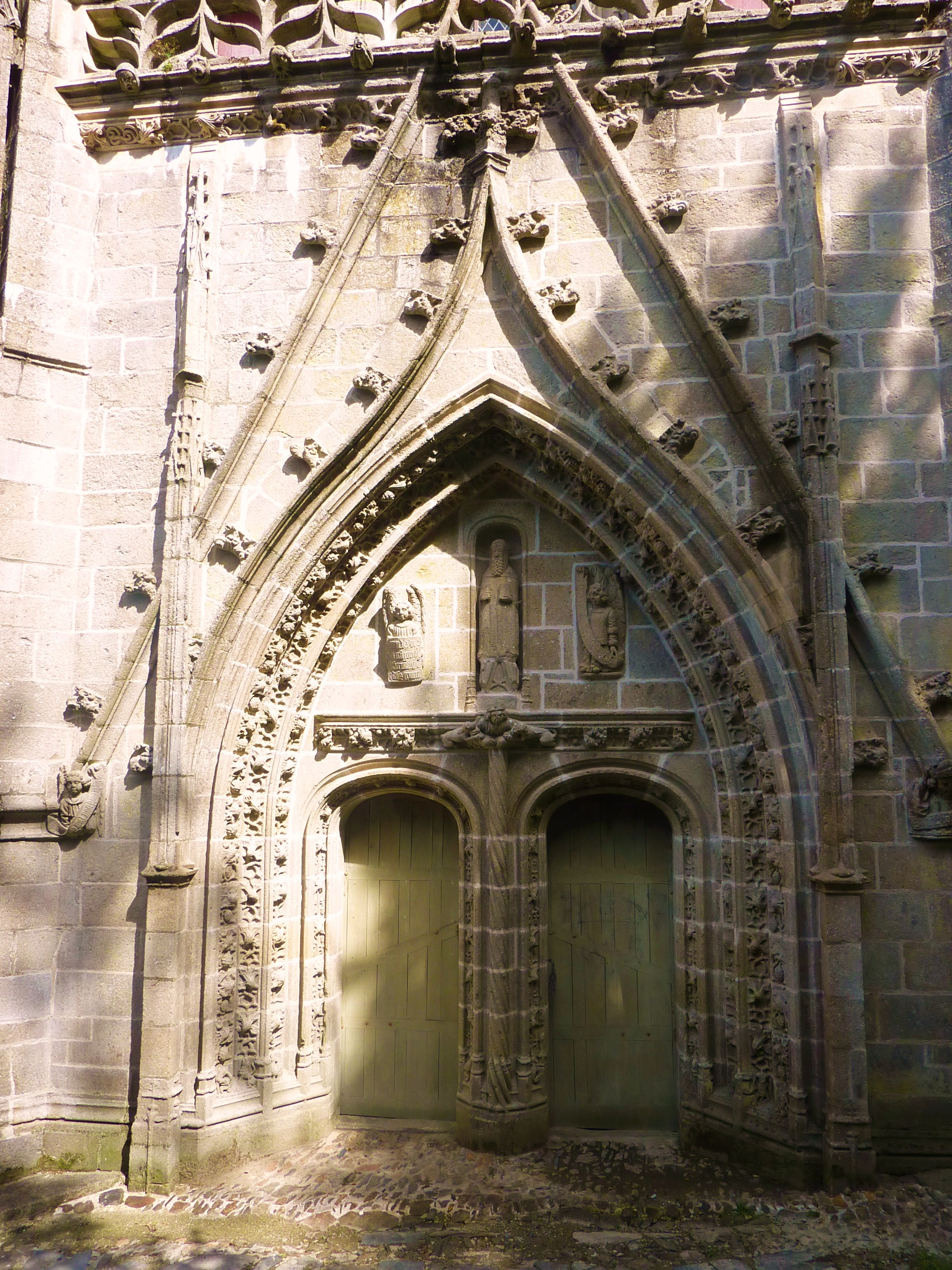
Le portail ouest de l'église Saint-Herbot
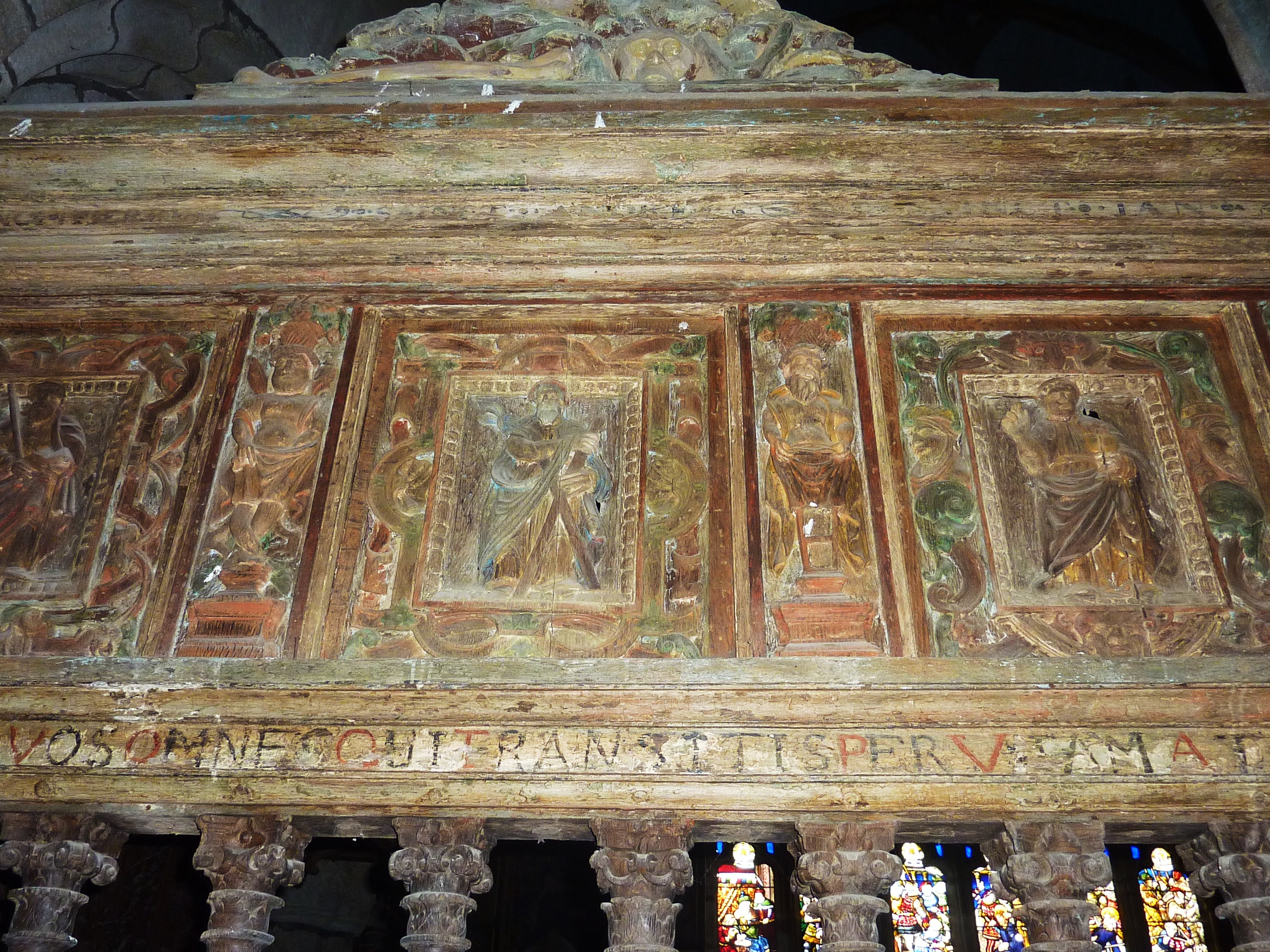
Panneau en bois sculpté de l'extérieur du chancel
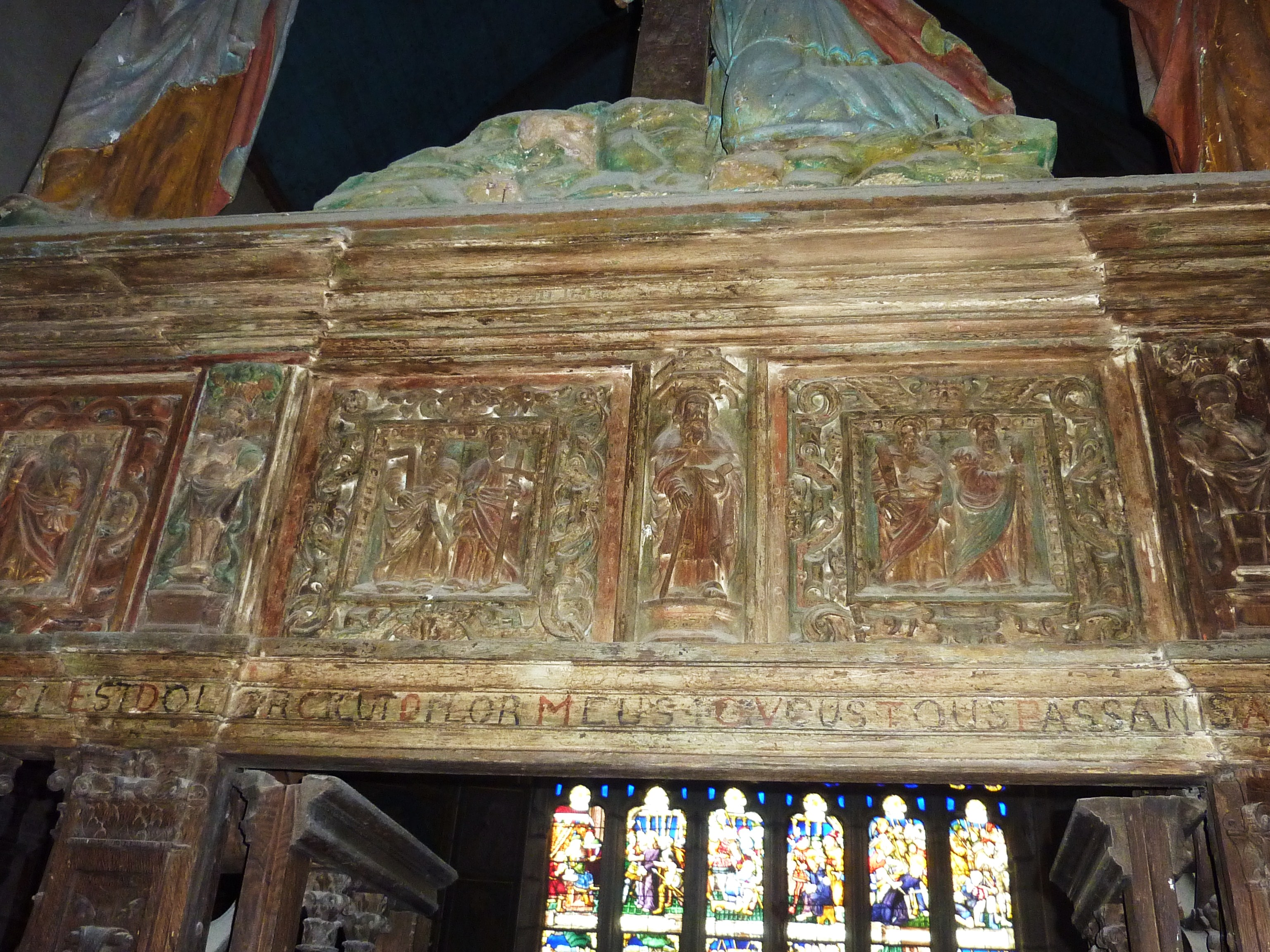
Autre panneau en bois sculpté de l'extérieur du chancel
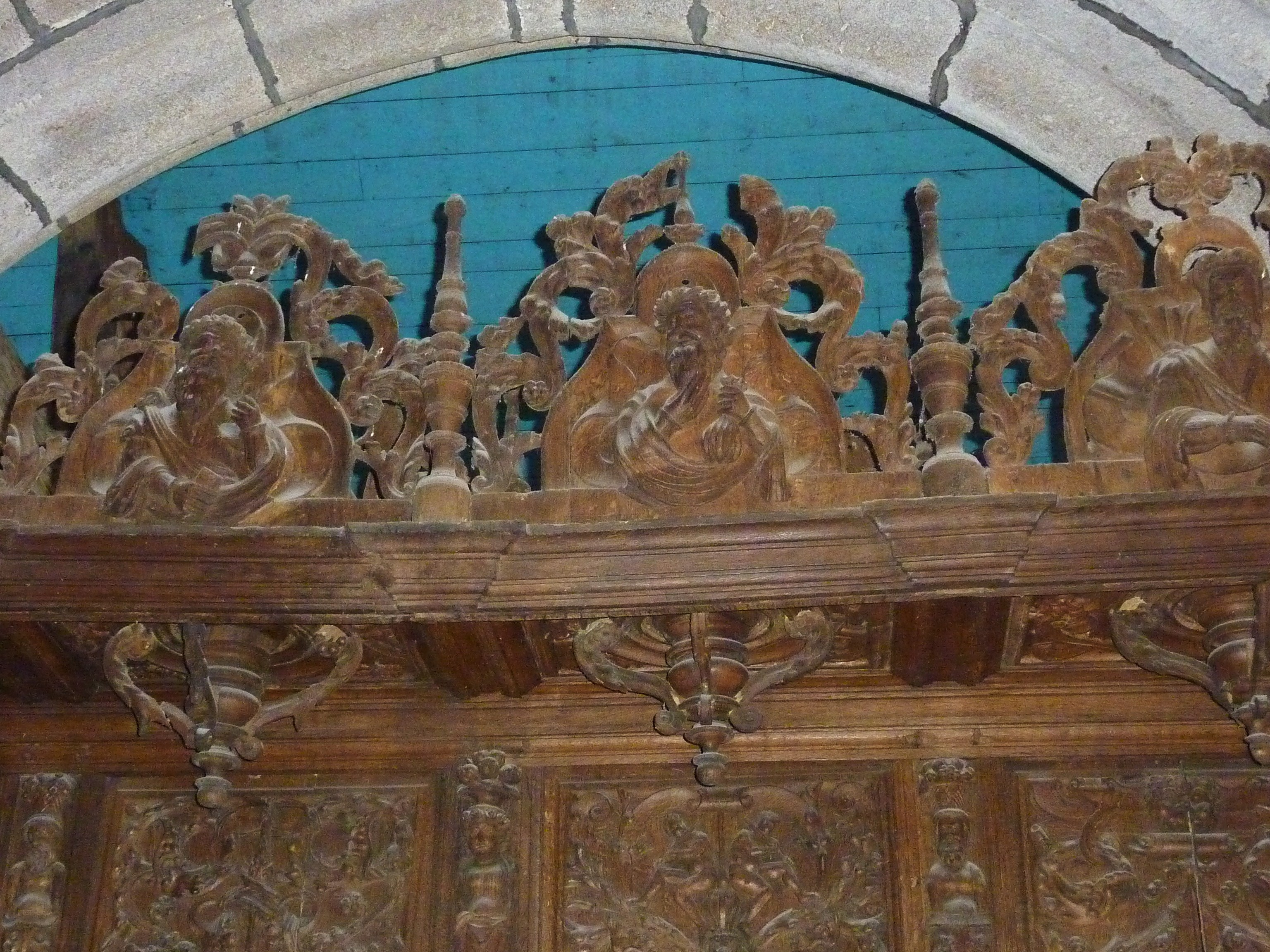
Décor en bois sculpté de l'intérieur du chancel
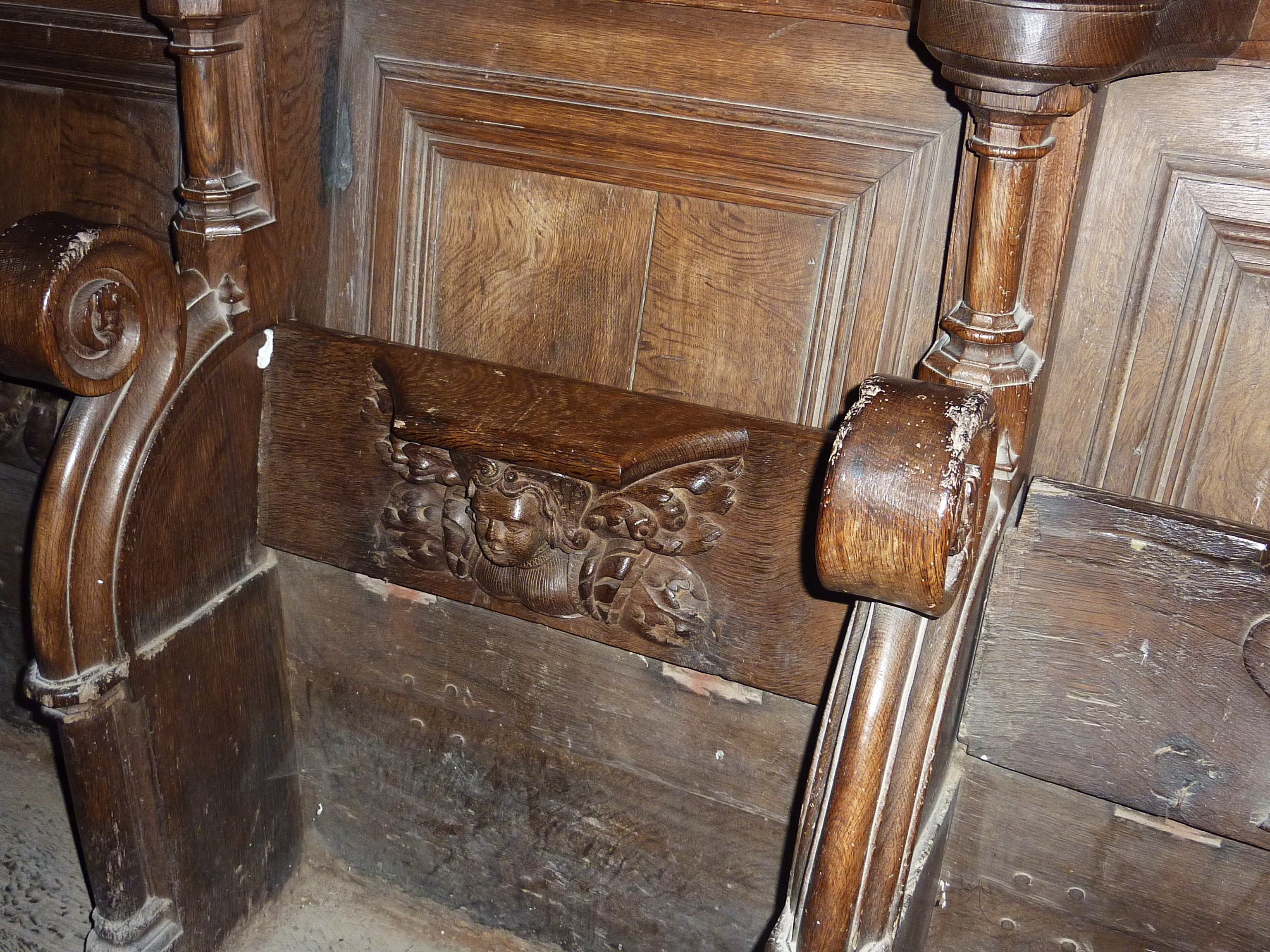
Stalle du XVIe avec miséricorde sculptée
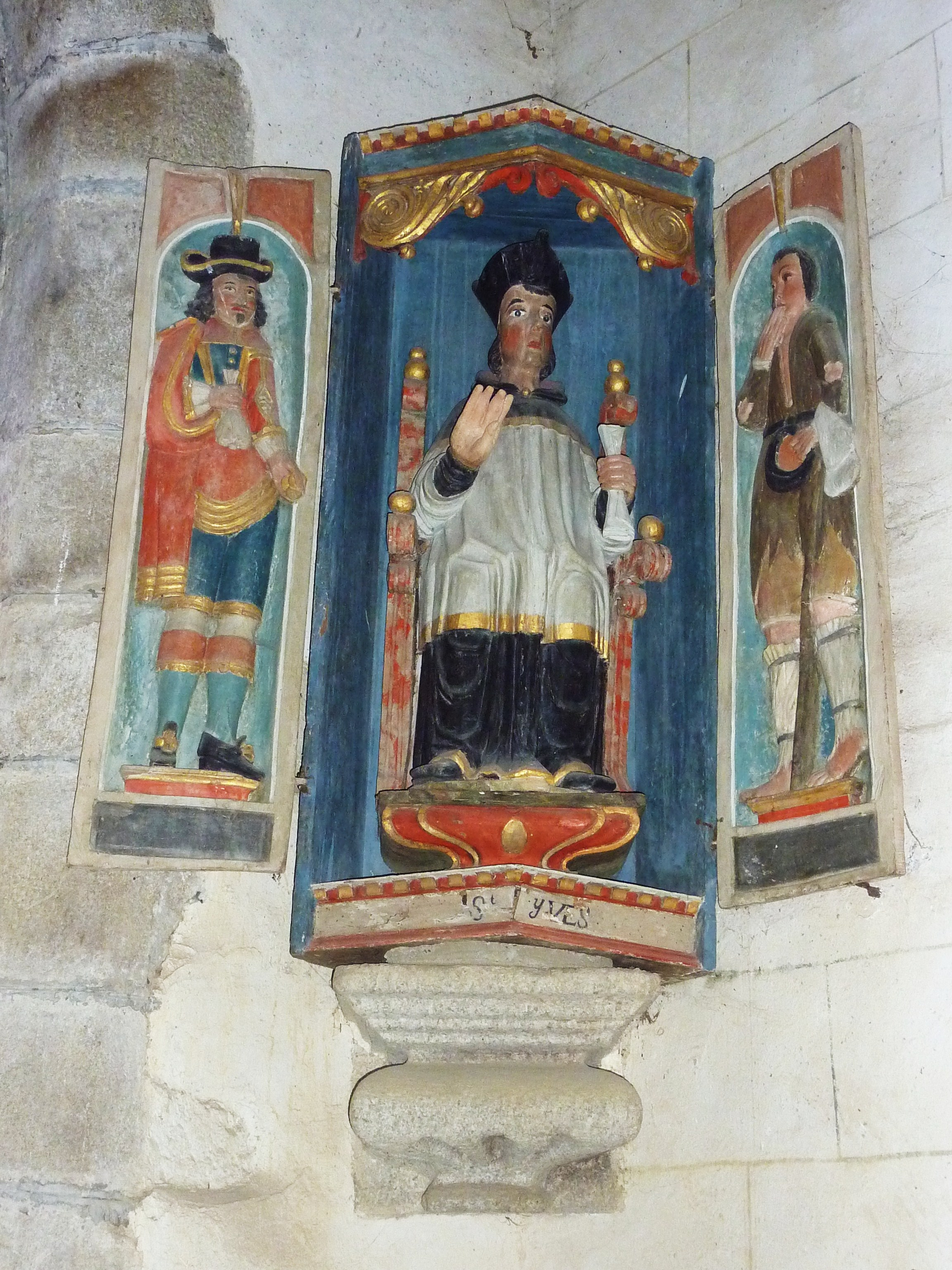
Le retable de saint Yves
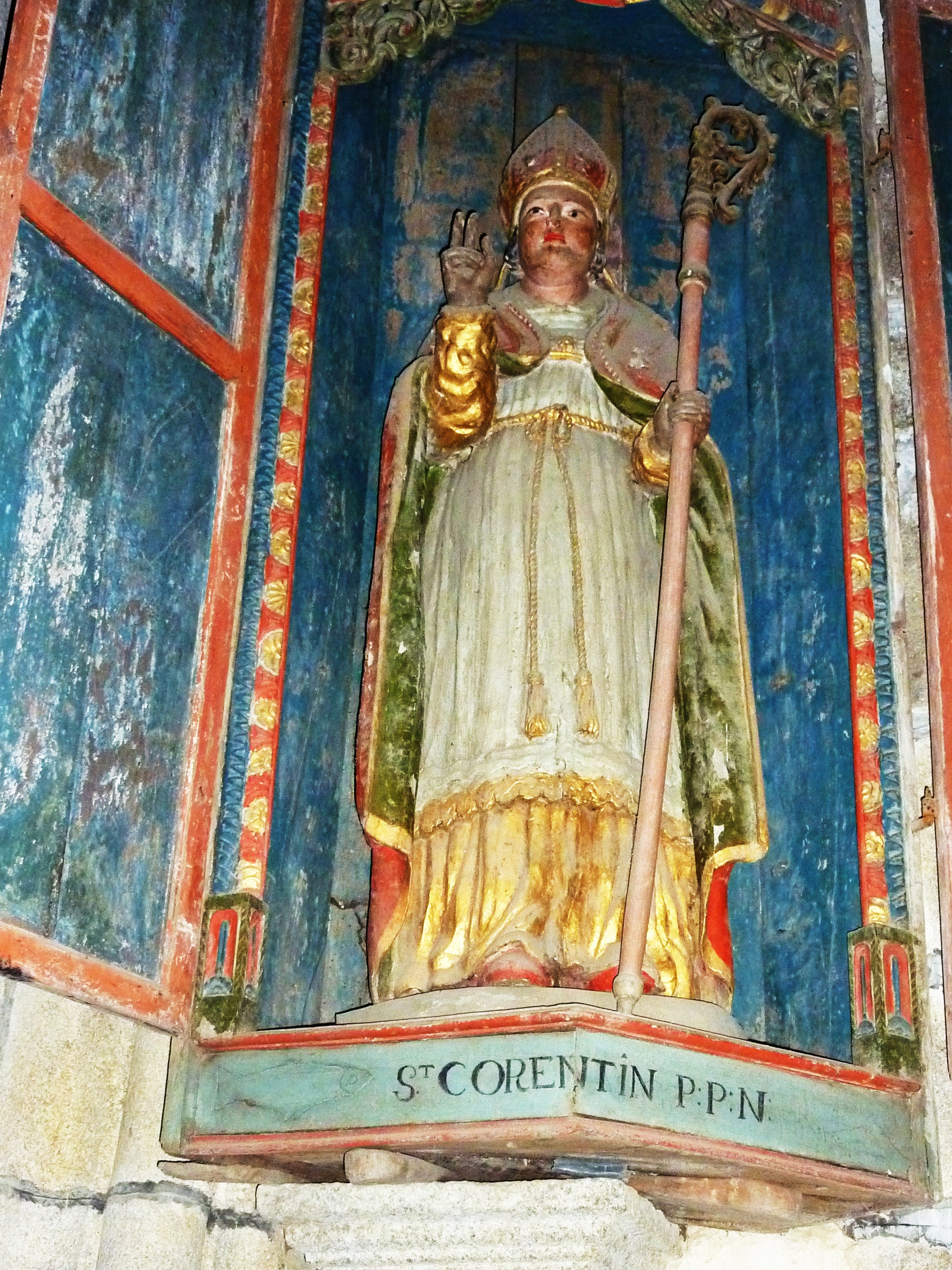
Le retable de saint Corentin
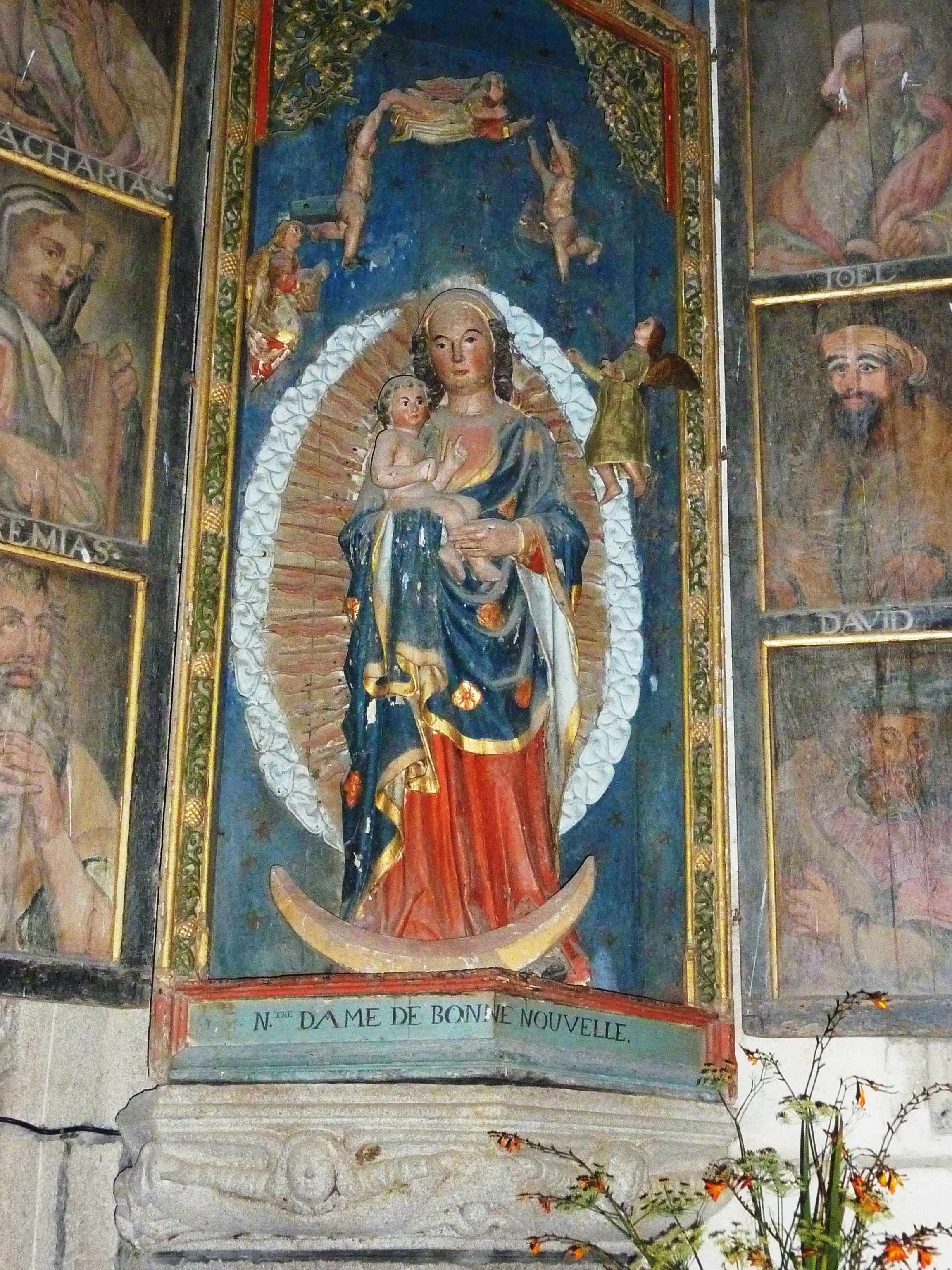
Le retable de Notre-Dame de Bonne Nouvelle
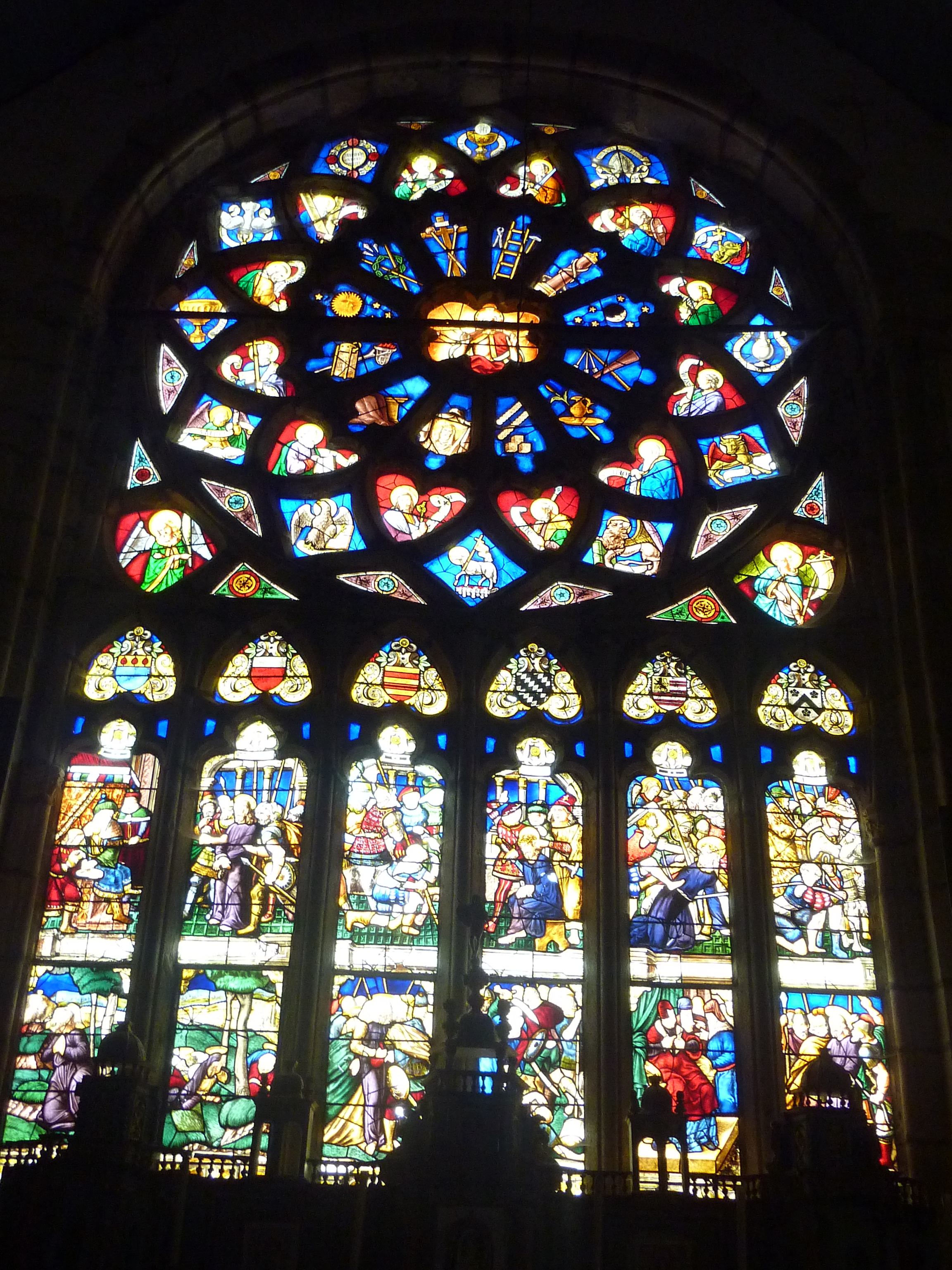
Le vitrail derrière le maître-autel
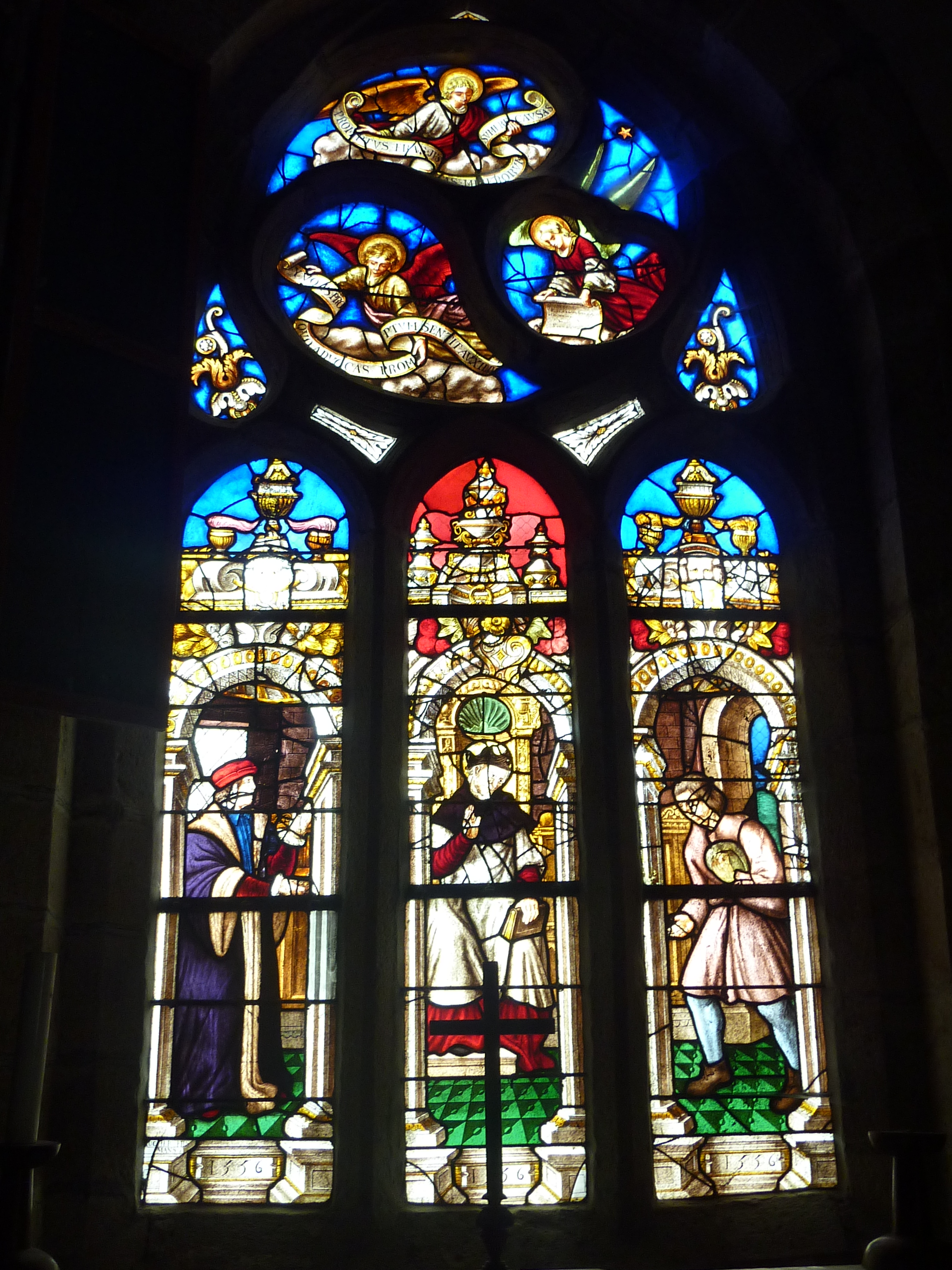
Vitrail de la chapelle latérale droite
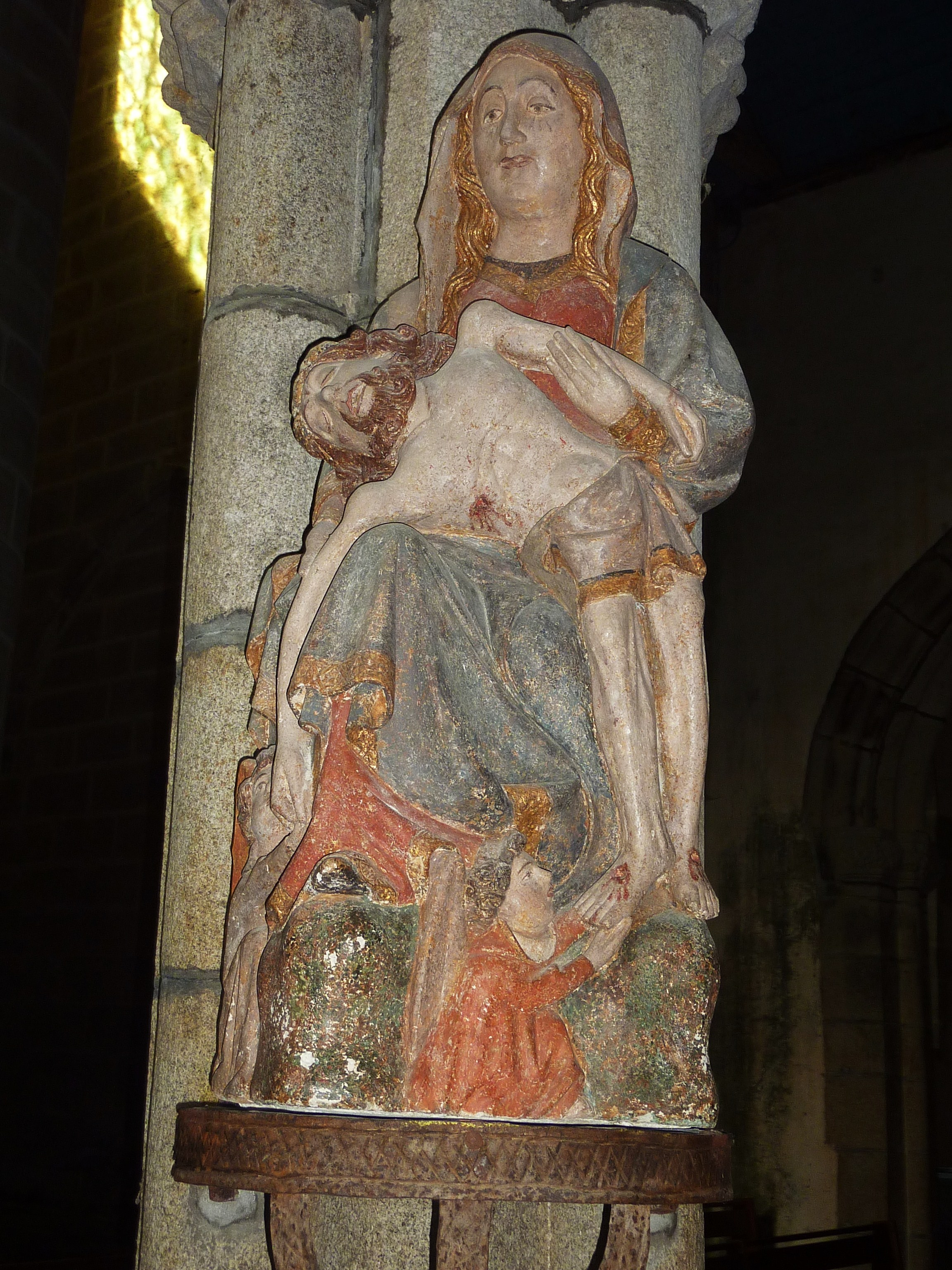
La pietà du XVe siècle
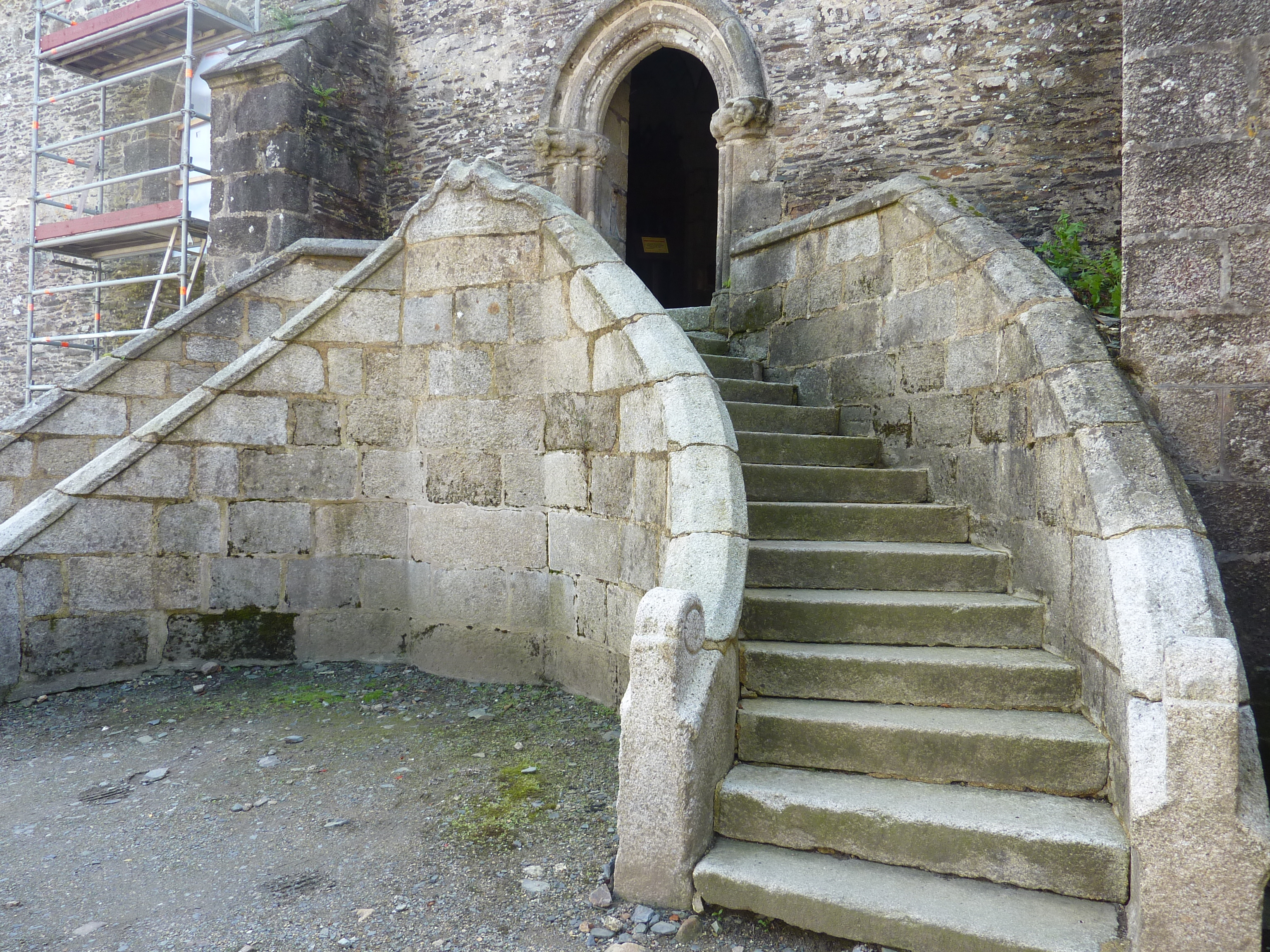
L'escalier menant à la porte nord datée du XIVe
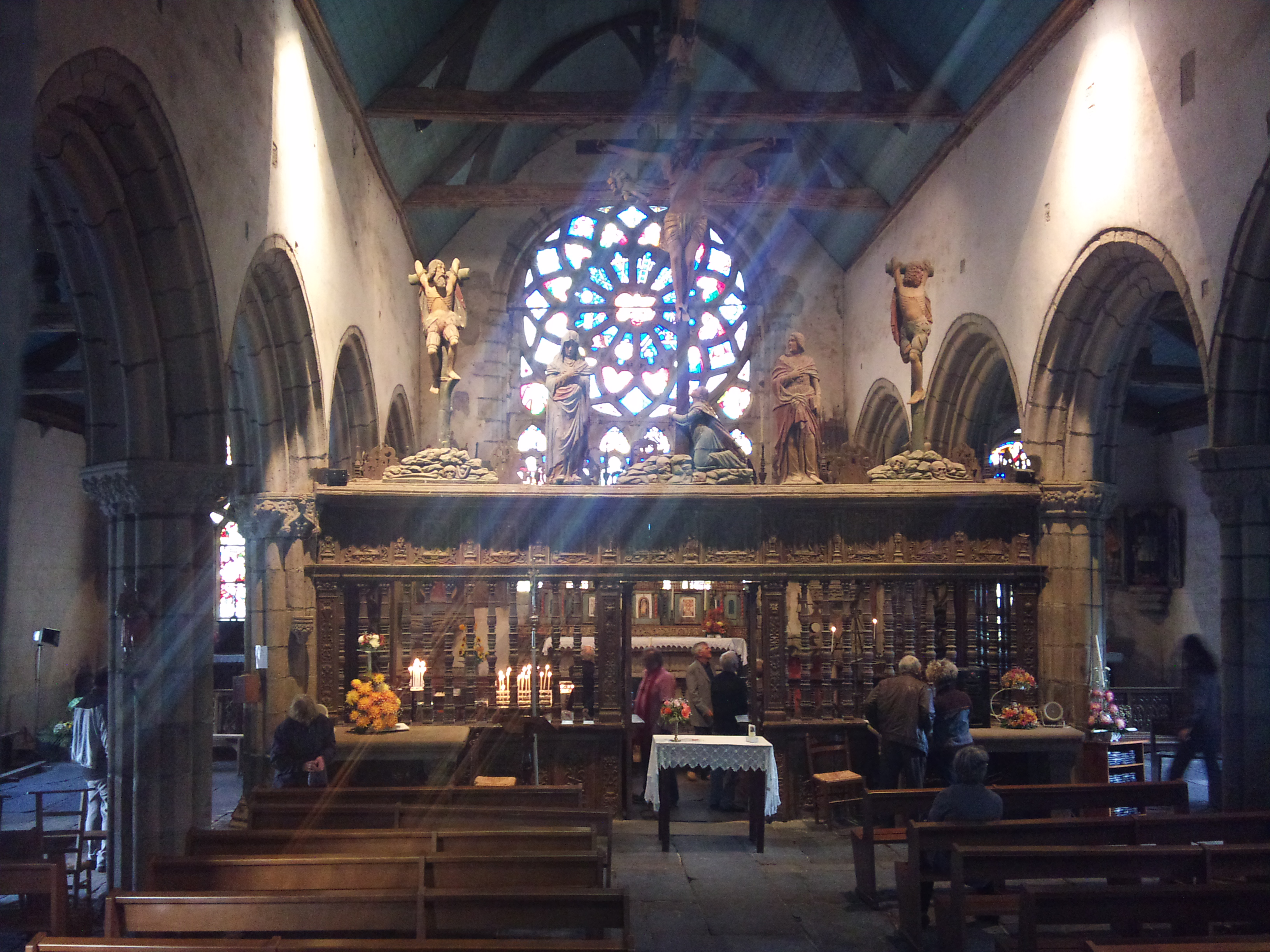
Le jubé (ou le chancel) du XVIe siècle

## La centrale hydro-électrique

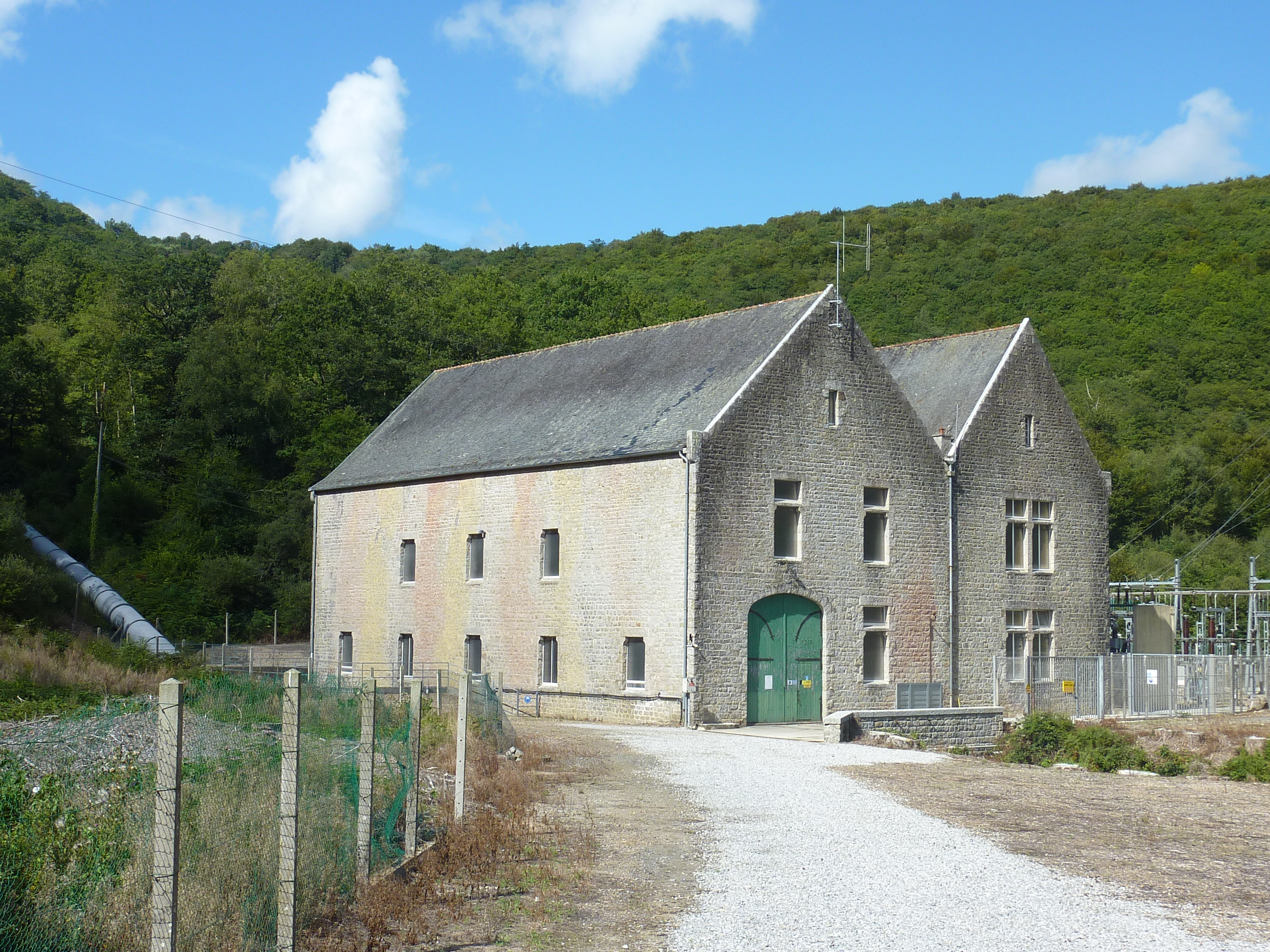
Les bâtiments de l'usine hydroélectrique de Saint-Herbot

Située en contrebas de l'ancienne cascade de Saint-Herbot (cette dernière avait une dénivellation de 70 mètres et à côté se trouvait un moulin dont on voit encore les ruines) désormais asséchée en raison du canal de dérivation des eaux construit pour alimenter l'usine, sur la rivière Éllez, la centrale et les équipements annexes sont construits à partir de 1922-1923 par la "Société anonyme des forces motrices des monts d´Arrée", la mise en service datant de 1929. Désormais elle est exploitée par une filiale d'EDF, la SHEMA. L'usine a été construite par l'architecte Charles Chaussepied selon un style qui mêle le style néoroman à des éléments d'architecture régionale.
Le 11 mars 1943 à 15 h, l'usine électrique de Saint-Herbot est mitraillée par un avion portant la cocarde et la Croix de Lorraine. Seule la toiture de l'usine est endommagée. La même usine est à nouveau mitraillée le 26 juillet 1943 vers 22 h. L'usine est à nouveau bombardée le 24 novembre 1943 par deux avions, mais les bombes ne font que de légers dégâts.

## Les écoles de Saint-Herbot
Saint-Herbot n'avait pas d'école et les enfants du hameau devaient faire cinq kilomètres pour se rendre à celle du bourg de Loqueffret. Lassés de cette situation, pendant la Seconde Guerre mondiale, les habitants décidèrent de construire eux-mêmes une école sur un terrain donné par une habitante du village, extrayant les pierres d'une carrière voisine et les nombreux volontaires bâtirent eux-mêmes l'école. Les troupes allemandes d'occupation, victimes d'un vol de ciment, soupçonnèrent les responsables du chantier de ce vol, le prêtre fut même quelques jours emprisonné à Quimper avant de reconnaître leur erreur. Cette école privée catholique ouvrit après la guerre, sans doute en 1947 et resta ouverte jusqu'à l'année 1999-2000.
Une école laïque ouvrit par la suite pendant quelques années à Saint-Herbot

## Autres monuments et sites
- À Plouguerneau, saint Herbot est représenté parmi les 40 Petits Saints qui sont en l'église et sont portés en procession lors de la troménie du 15 aout au Grouanec, au pardon de saint Michel, ainsi qu'à celui de Notre Dame du Folgoët.
- La maison des Carmes correspond à l'ancien prieuré du XVe siècle, reconverti en gite rural.
- Le manoir de Saint-Herbot est un manoir du XVIe siècle, situé à une trentaine de mètres de l'église du même nom.
- La fête du beurre (survivance des offrandes de beurre faites à saint Herbot) est organisée chaque quatrième dimanche de septembre dans le village. Elle présente la fabrication du beurre et du pain et des métiers d'antan[36].
- À proximité, sur le territoire de la commune de Loqueffret, se trouvent les ruines du château du Rusquec, où subsiste un manoir désormais propriété privée.
- Le chaos de Milin Mardoul sur la rivière Ellez[37] (route de Saint-Herbot à Brennilis, tourner à droite avant l'entrée du village de Kermarc'h) offre un paysage pittoresque de chaos rocheux au milieu du lit de la rivière ; il a conservé ses deux vieux ponts à l'emplacement d'un ancien gué et des traces de rites sacrificiels d'une religion pré-chrétienne.
- Le Roc'h Begheor : du haut de ses 277 mètres, beau point de vue sur les Monts d'Arrée et les Montagnes Noires.

## Livres
- Dans son roman Croc d'argent, publié en 1922, Charles Le Goffic parle à de nombreuses reprises de Saint-Herbot.

Dans une partie en vers du roman, il écrit :
 « J'évoque Saint-Herbot au pied de sa cascade,

 Le cancel dont un ange a ciselé l'arcade,

 La table aux crins, naïf hommage des pastours,

 Le Rusquec et ses bois, et sa vasque, et ses tours,

 Et le val d'Éllez, plein d'odorantes bouffées,

 Où l'on marche ébloui dans un conte de fée. »
- Dans un autre de ses romans, L'erreur de Florence, publié en 1903, le même Charles Le Goffic place son intrigue mélodramatique dans la région du Huelgoat et de Saint-Herbot.
- Au début de la décennie 1970, Xavier Grall, qui a participé à la fondation du journal nationaliste breton La Nation Bretonne, signe une partie de ses textes sous le pseudonyme de « Saint-Herbot ».